# Playoffs NBA 2023
Pour un article plus général, voir Playoffs NBA.
Navigation
Playoffs 2022 Playoffs 2024
Les playoffs NBA 2023 sont les séries éliminatoires (en anglais : playoffs) de la saison NBA 2022-2023.

## Règlement
Les 6 premiers de chacune des deux conférences (Est et Ouest) se qualifient directement pour les playoffs.
Les équipes classées de la 7e à la 10e place, jouent un mini tournoi appelé Play-in tournament.
- Les équipes classées 7e et 8e se rencontrent sur un match gagnant. Le vainqueur se qualifie pour les playoffs en 7e position du classement et affrontera le 2e de la conférence. Le perdant rencontrera le gagnant du match entre les 9e et 10e.
- Les équipes classées 9e et 10e se rencontrent sur un match gagnant. Le vainqueur affrontera le perdant du match opposant les 7e et 8e. Le perdant est définitivement éliminé de la course aux playoffs et se classera 10e de la conference.
- Le perdant du match opposant les 7e et 8e rencontre le gagnant du match opposant les 9e et 10e sur un match gagnant. Le vainqueur se qualifie pour les playoffs à la 8e place et rencontre le leader de la conférence. Le perdant est définitivement éliminé de la course aux playoffs et se classera 9e de la conférence.

Les 8 équipes qualifiées de chaque conférence sont classées de 1 à 8 selon leur nombre de victoires.
Les critères de départage des équipes sont :
1. équipe championne de division par rapport à une équipe non championne de division
2. face-à-face
3. bilan de division (si les équipes sont dans la même division)
4. bilan de conférence
5. bilan face aux équipes qualifiées en playoffs situées dans la même conférence
6. bilan face aux équipes qualifiées en playoffs situées dans l'autre conférence
7. différence générale de points.

Au premier tour, l'équipe classée numéro 1 affronte l'équipe classée numéro 8, la numéro 2 la 7, la 3 la 6 et la 4 la 5.
En demi-finale de conférence, l'équipe vainqueur du match entre la numéro 1 et la numéro 8 rencontre l'équipe vainqueur du match entre la numéro 4 et la numéro 5 et l'équipe vainqueur du match entre la numéro 2 et la numéro 7 rencontre l'équipe vainqueur du match entre la numéro 3 et la numéro 6.
Les vainqueurs des demi-finales de conférence s'affrontent en finale de conférence. Les deux équipes ayant remporté la finale de leur conférence respective sont nommées championnes de conférence et se rencontrent ensuite pour une série déterminant le champion NBA.
Chaque série de playoffs se déroule au meilleur des 7 matchs, la première équipe à 4 victoires passant au tour suivant. Dans chaque série, l'avantage du terrain est attribué à l'équipe ayant le plus de victoires, quel que soit son classement à l'issue de la saison régulière.
Les séries se déroulent de la manière suivante :
| Match | Équipe recevant |
| ----- | --------------- |
| 1     | Meilleur bilan  |
| 2     | Meilleur bilan  |
| 3     | Moins bon bilan |
| 4     | Moins bon bilan |
| 5     | Meilleur bilan  |
| 6     | Moins bon bilan |
| 7     | Meilleur bilan  |

## Équipes qualifiées
| Milwaukee Boston Philadelphie Cleveland New York Brooklyn Denver Memphis Sacramento Phoenix L.A. Clippers L.A. Lakers San Francisco Atlanta Miami Minneapolis |

### Conférence Est
| Rang | Équipe                 | Bilan | Obtention        | Obtention         | Obtention         | Obtention                       | Obtention          |
| Rang | Équipe                 | Bilan | Place en Play-in | Place en Playoffs | Titre de division | Meilleur bilan de la conférence | Meilleur bilan NBA |
| ---- | ---------------------- | ----- | ---------------- | ----------------- | ----------------- | ------------------------------- | ------------------ |
| 1    | Bucks de Milwaukee     | 58-24 | –                | 14 mars           | 28 mars           | 5 avril                         | 5 avril            |
| 2    | Celtics de Boston      | 57-25 | –                | 18 mars           | 5 avril           | –                               | –                  |
| 3    | 76ers de Philadelphie  | 54-28 | –                | 21 mars           | –                 | –                               | –                  |
| 4    | Cavaliers de Cleveland | 51-31 | –                | 26 mars           | –                 | –                               | –                  |
| 5    | Knicks de New York     | 47-35 | –                | 2 avril           | –                 | –                               | –                  |
| 6    | Nets de Brooklyn       | 45-37 | –                | 7 avril           | –                 | –                               | –                  |
| 7    | Heat de Miami          | 44-38 | 7 avril          | 14 avril          | 6 avril           | –                               | –                  |
| 8    | Hawks d'Atlanta        | 41-41 | 5 avril          | 11 avril          | –                 | –                               | –                  |
| 9    | Raptors de Toronto     | 41-41 | 2 avril          | –                 | –                 | –                               | –                  |
| 10   | Bulls de Chicago       | 40-42 | 4 avril          | –                 | –                 | –                               | –                  |

### Conférence Ouest
| Rang | Équipe                          | Bilan | Obtention        | Obtention         | Obtention         | Obtention                       | Obtention          |
| Rang | Équipe                          | Bilan | Place en Play-in | Place en Playoffs | Titre de division | Meilleur bilan de la conférence | Meilleur bilan NBA |
| ---- | ------------------------------- | ----- | ---------------- | ----------------- | ----------------- | ------------------------------- | ------------------ |
| 1    | Nuggets de Denver               | 53-29 | –                | 16 mars           | 16 mars           | 5 avril                         | –                  |
| 2    | Grizzlies de Memphis            | 51-31 | –                | 24 mars           | 22 mars           | –                               | –                  |
| 3    | Kings de Sacramento             | 48-34 | –                | 29 mars           | 4 avril           | –                               | –                  |
| 4    | Suns de Phoenix                 | 45-37 | –                | 4 avril           | –                 | –                               | –                  |
| 5    | Clippers de Los Angeles         | 44-38 | –                | 9 avril           | –                 | –                               | –                  |
| 6    | Warriors de Golden State        | 44-38 | –                | 9 avril           | –                 | –                               | –                  |
| 7    | Lakers de Los Angeles           | 43-39 | 9 avril          | 11 avril          | –                 | –                               | –                  |
| 8    | Timberwolves du Minnesota       | 42-40 | 8 avril          | 14 avril          | –                 | –                               | –                  |
| 9    | Pelicans de La Nouvelle-Orléans | 42-40 | 9 avril          | –                 | –                 | –                               | –                  |
| 10   | Thunder d'Oklahoma City         | 40-42 | 7 avril          | –                 | –                 | –                               | –                  |

## Play-in tournament
| Play-in tournament de la Conférence Est |                          |                          |                          |  |                        |                        |                        |  |   |       |                        |                        |  |
|                                         |                          |                          |                          |  |                        |                        |                        |  |   |       |                        |                        |  |
|                                         | Match pour la 7e place   |                          |                          |  |                        |                        |                        |  |   |       |                        |                        |  |
|                                         | 7                        | Miami                    | 105                      |  |                        |                        |                        |  |   |       | Qualifiées en playoffs | Qualifiées en playoffs |  |
| 8                                       | Atlanta                  | 116                      |                          |  | Match pour la 8e place | Match pour la 8e place | Match pour la 8e place |  |   | 7     | Atlanta                |                        |  |
|                                         |                          |                          |                          |  | 7                      | Miami                  | 102                    |  | 8 | Miami |                        |                        |  |
|                                         | Barrage pour la 8e place | Barrage pour la 8e place | Barrage pour la 8e place |  | 10                     | Chicago                | 91                     |  |   |       |                        |                        |  |
|                                         | 9                        | Toronto                  | 105                      |  |                        |                        |                        |  |   |       |                        |                        |  |
| 10                                      | Chicago                  | 109                      |                          |  |                        |                        |                        |  |   |       |                        |                        |  |

| Play-in tournament de la Conférence Ouest |                          |                          |                          |  |                        |                        |                        |  |   |           |                        |                        |  |
|                                           |                          |                          |                          |  |                        |                        |                        |  |   |           |                        |                        |  |
|                                           | Match pour la 7e place   |                          |                          |  |                        |                        |                        |  |   |           |                        |                        |  |
|                                           | 7                        | LA Lakers                | 108 (OT)                 |  |                        |                        |                        |  |   |           | Qualifiées en playoffs | Qualifiées en playoffs |  |
| 8                                         | Minnesota                | 102                      |                          |  | Match pour la 8e place | Match pour la 8e place | Match pour la 8e place |  |   | 7         | LA Lakers              |                        |  |
|                                           |                          |                          |                          |  | 8                      | Minnesota              | 120                    |  | 8 | Minnesota |                        |                        |  |
|                                           | Barrage pour la 8e place | Barrage pour la 8e place | Barrage pour la 8e place |  | 10                     | Oklahoma City          | 95                     |  |   |           |                        |                        |  |
|                                           | 9                        | La Nouvelle-Orléans      | 118                      |  |                        |                        |                        |  |   |           |                        |                        |  |
| 10                                        | Oklahoma City            | 123                      |                          |  |                        |                        |                        |  |   |           |                        |                        |  |

### Conférence Est

#### Play-in pour les7eet8eplaces

##### (7)Heat de Miamivs.Hawks d'Atlanta(8)
| 11 avril 2023 19h30 EDT | Rapport | Hawks d'Atlanta 116, Heat de Miami 105             | Hawks d'Atlanta 116, Heat de Miami 105 | Hawks d'Atlanta 116, Heat de Miami 105        |  | Kaseya Center, Miami, Floride Affluence : 19 662 Arbitres : Sean Wright, John Goble, Aaron Smith, J.B. DeRosa |
| 11 avril 2023 19h30 EDT | Rapport | Score par quart-temps : 36-27, 29-23, 26-28, 25-27 |                                        |                                               |  | Kaseya Center, Miami, Floride Affluence : 19 662 Arbitres : Sean Wright, John Goble, Aaron Smith, J.B. DeRosa |
| 11 avril 2023 19h30 EDT | Rapport | Score par mi-temps : 65-50, 51-55                  |                                        |                                               |  | Kaseya Center, Miami, Floride Affluence : 19 662 Arbitres : Sean Wright, John Goble, Aaron Smith, J.B. DeRosa |
| 11 avril 2023 19h30 EDT | Rapport | Trae Young, 25 Clint Capela, 21 Trae Young, 8      | Points Rebonds Passes d.               | Kyle Lowry, 33 Bam Adebayo, 9 Jimmy Butler, 9 |  | Kaseya Center, Miami, Floride Affluence : 19 662 Arbitres : Sean Wright, John Goble, Aaron Smith, J.B. DeRosa |

Miami est la première franchise à perdre une rencontre de Play-in en tant que tête de série numéro 7
Matchs de saison régulière
Miami remporte la série 3 à 1.
| 27 novembre 2022 | Rapport | Heat de Miami 106, Hawks d'Atlanta 98 | Heat de Miami 106, Hawks d'Atlanta 98 | Heat de Miami 106, Hawks d'Atlanta 98 |  | State Farm Arena, Atlanta, Géorgie |

| 16 janvier 2023 | Rapport | Heat de Miami 113, Hawks d'Atlanta 121 | Heat de Miami 113, Hawks d'Atlanta 121 | Heat de Miami 113, Hawks d'Atlanta 121 |  | State Farm Arena, Atlanta, Géorgie |

| 4 mars 2023 | Rapport | Hawks d'Atlanta 109, Heat de Miami 117 | Hawks d'Atlanta 109, Heat de Miami 117 | Hawks d'Atlanta 109, Heat de Miami 117 |  | Kaseya Center, Miami, Floride |

| 6 mars 2023 | Rapport | Hawks d'Atlanta 128, Heat de Miami 130 | Hawks d'Atlanta 128, Heat de Miami 130 | Hawks d'Atlanta 128, Heat de Miami 130 |  | Kaseya Center, Miami, Floride |

##### (9)Raptors de Torontovs.Bulls de Chicago(10)
| 12 avril 2023 19h00 EDT | Rapport | Bulls de Chicago 109, Raptors de Toronto 105       | Bulls de Chicago 109, Raptors de Toronto 105 | Bulls de Chicago 109, Raptors de Toronto 105         |  | Scotiabank Arena, Toronto, Ontario Affluence : 19 800 Arbitres : Kevin Scott, James Williams, Mitchell Ervin, Ray Acosta |
| 12 avril 2023 19h00 EDT | Rapport | Score par quart-temps : 23-28, 24-30, 25-23, 37-24 |                                              |                                                      |  | Scotiabank Arena, Toronto, Ontario Affluence : 19 800 Arbitres : Kevin Scott, James Williams, Mitchell Ervin, Ray Acosta |
| 12 avril 2023 19h00 EDT | Rapport | Score par mi-temps : 47-58, 62-47                  |                                              |                                                      |  | Scotiabank Arena, Toronto, Ontario Affluence : 19 800 Arbitres : Kevin Scott, James Williams, Mitchell Ervin, Ray Acosta |
| 12 avril 2023 19h00 EDT | Rapport | Zach LaVine, 39 Nikola Vučević, 13 Coby White, 5   | Points Rebonds Passes d.                     | Pascal Siakam, 32 Fred VanVleet, 12 Fred VanVleet, 8 |  | Scotiabank Arena, Toronto, Ontario Affluence : 19 800 Arbitres : Kevin Scott, James Williams, Mitchell Ervin, Ray Acosta |

Matchs de saison régulière
Toronto remporte la série 2 à 1.
| 6 novembre 2022 | Rapport | Bulls de Chicago 104, Raptors de Toronto 113 | Bulls de Chicago 104, Raptors de Toronto 113 | Bulls de Chicago 104, Raptors de Toronto 113 |  | Scotiabank Arena, Toronto, Ontario |

| 7 novembre 2022 | Rapport | Raptors de Toronto 97, Bulls de Chicago 111 | Raptors de Toronto 97, Bulls de Chicago 111 | Raptors de Toronto 97, Bulls de Chicago 111 |  | United Center, Chicago, Illinois |

| 28 février 2023 | Rapport | Bulls de Chicago 98, Raptors de Toronto 104 | Bulls de Chicago 98, Raptors de Toronto 104 | Bulls de Chicago 98, Raptors de Toronto 104 |  | Scotiabank Arena, Toronto, Ontario |

##### (7)Heat de Miamivs.Bulls de Chicago(10)
| 14 avril 2023 19h00 EDT | Rapport | Bulls de Chicago 91, Heat de Miami 102               | Bulls de Chicago 91, Heat de Miami 102 | Bulls de Chicago 91, Heat de Miami 102           |  | Kaseya Center, Miami, Floride Affluence : 19 678 Arbitres : Tony Brothers, Josh Tiven, Karl Lane |
| 14 avril 2023 19h00 EDT | Rapport | Score par quart-temps : 21-29, 23-20, 24-18, 23-35   |                                        |                                                  |  | Kaseya Center, Miami, Floride Affluence : 19 678 Arbitres : Tony Brothers, Josh Tiven, Karl Lane |
| 14 avril 2023 19h00 EDT | Rapport | Score par mi-temps : 44-49, 47-53                    |                                        |                                                  |  | Kaseya Center, Miami, Floride Affluence : 19 678 Arbitres : Tony Brothers, Josh Tiven, Karl Lane |
| 14 avril 2023 19h00 EDT | Rapport | DeMar DeRozan, 26 Nikola Vučević, 9 DeMar DeRozan, 9 | Points Rebonds Passes d.               | Butler, Strus, 31 Bam Adebayo, 17 Tyler Herro, 7 |  | Kaseya Center, Miami, Floride Affluence : 19 678 Arbitres : Tony Brothers, Josh Tiven, Karl Lane |

Matchs de saison régulière
Chicago remporte la série 3 à 0.
| 19 octobre 2022 | Rapport | Bulls de Chicago 116, Heat de Miami 108 | Bulls de Chicago 116, Heat de Miami 108 | Bulls de Chicago 116, Heat de Miami 108 |  | Kaseya Center, Miami, Floride |

| 20 décembre 2022 | Rapport | Bulls de Chicago 113, Heat de Miami 103 | Bulls de Chicago 113, Heat de Miami 103 | Bulls de Chicago 113, Heat de Miami 103 |  | Kaseya Center, Miami, Floride |

| 18 mars 2023 | Rapport | Heat de Miami 99, Bulls de Chicago 113 | Heat de Miami 99, Bulls de Chicago 113 | Heat de Miami 99, Bulls de Chicago 113 |  | United Center, Chicago, Illinois |

### Conférence Ouest

#### Play-in pour les7eet8eplaces

##### (7)Lakers de Los Angelesvs.Timberwolves du Minnesota(8)
| 11 avril 2023 22h00 EDT | Rapport | Timberwolves du Minnesota 102, Lakers de Los Angeles 108                 | Timberwolves du Minnesota 102, Lakers de Los Angeles 108 | Timberwolves du Minnesota 102, Lakers de Los Angeles 108 | OT | Crypto.com Arena, Los Angeles, Californie Affluence : 18 997 Arbitres : Michael Smith, David Guthrie, Tre Maddox, Tyler Ford |
| 11 avril 2023 22h00 EDT | Rapport | Score par quart-temps : 28-22, 32-27, 26-30, 12-19 ; prolongation : 4-10 |                                                          |                                                          | OT | Crypto.com Arena, Los Angeles, Californie Affluence : 18 997 Arbitres : Michael Smith, David Guthrie, Tre Maddox, Tyler Ford |
| 11 avril 2023 22h00 EDT | Rapport | Score par mi-temps : 60-49, 42-59                                        |                                                          |                                                          | OT | Crypto.com Arena, Los Angeles, Californie Affluence : 18 997 Arbitres : Michael Smith, David Guthrie, Tre Maddox, Tyler Ford |
| 11 avril 2023 22h00 EDT | Rapport | Karl-Anthony Towns, 24 Karl-Anthony Towns, 11 Kyle Anderson, 13          | Points Rebonds Passes d.                                 | LeBron James, 30 Anthony Davis, 15 D'Angelo Russell, 8   | OT | Crypto.com Arena, Los Angeles, Californie Affluence : 18 997 Arbitres : Michael Smith, David Guthrie, Tre Maddox, Tyler Ford |

Matchs de saison régulière
Minnesota remporte la série 2 à 1.
| 28 octobre 2022 | Rapport | Lakers de Los Angeles 102, Timberwolves du Minnesota 111 | Lakers de Los Angeles 102, Timberwolves du Minnesota 111 | Lakers de Los Angeles 102, Timberwolves du Minnesota 111 |  | Target Center, Minneapolis, Minnesota |

| 3 mars 2023 | Rapport | Timberwolves du Minnesota 110, Lakers de Los Angeles 102 | Timberwolves du Minnesota 110, Lakers de Los Angeles 102 | Timberwolves du Minnesota 110, Lakers de Los Angeles 102 |  | Crypto.com Arena, Los Angeles, Californie |

| 31 mars 2023 | Rapport | Lakers de Los Angeles 123, Timberwolves du Minnesota 111 | Lakers de Los Angeles 123, Timberwolves du Minnesota 111 | Lakers de Los Angeles 123, Timberwolves du Minnesota 111 |  | Target Center, Minneapolis, Minnesota |

##### (9)Pelicans de La Nouvelle-Orléansvs.Thunder d'Oklahoma City(10)
| 12 avril 2023 21h30 EDT | Rapport | Thunder d'Oklahoma City 123, Pelicans de La Nouvelle-Orléans 118 | Thunder d'Oklahoma City 123, Pelicans de La Nouvelle-Orléans 118 | Thunder d'Oklahoma City 123, Pelicans de La Nouvelle-Orléans 118 |  | Smoothie King Center, La Nouvelle-Orléans, Louisiane Affluence : 18 715 Arbitres : Sean Corbin, Eric Lewis, Eric Dalen, Ben Taylor |
| 12 avril 2023 21h30 EDT | Rapport | Score par quart-temps : 32-29, 25-34, 39-24, 27-31               |                                                                  |                                                                  |  | Smoothie King Center, La Nouvelle-Orléans, Louisiane Affluence : 18 715 Arbitres : Sean Corbin, Eric Lewis, Eric Dalen, Ben Taylor |
| 12 avril 2023 21h30 EDT | Rapport | Score par mi-temps : 57-63, 66-55                                |                                                                  |                                                                  |  | Smoothie King Center, La Nouvelle-Orléans, Louisiane Affluence : 18 715 Arbitres : Sean Corbin, Eric Lewis, Eric Dalen, Ben Taylor |
| 12 avril 2023 21h30 EDT | Rapport | Shai Gilgeous-Alexander, 32 Josh Giddey, 9 Josh Giddey, 10       | Points Rebonds Passes d.                                         | Brandon Ingram, 30 Jonas Valančiūnas, 18 Brandon Ingram, 7       |  | Smoothie King Center, La Nouvelle-Orléans, Louisiane Affluence : 18 715 Arbitres : Sean Corbin, Eric Lewis, Eric Dalen, Ben Taylor |

Matchs de saison régulière
La Nouvelle-Orléans remporte la série 3 à 1.
| 28 novembre 2022 | Rapport | Thunder d'Oklahoma City 101, Pelicans de La Nouvelle-Orléans 105 | Thunder d'Oklahoma City 101, Pelicans de La Nouvelle-Orléans 105 | Thunder d'Oklahoma City 101, Pelicans de La Nouvelle-Orléans 105 |  | Smoothie King Center, La Nouvelle-Orléans, Louisiane |

| 23 décembre 2022 | Rapport | Pelicans de La Nouvelle-Orléans 128, Thunder d'Oklahoma City 125 | Pelicans de La Nouvelle-Orléans 128, Thunder d'Oklahoma City 125 | Pelicans de La Nouvelle-Orléans 128, Thunder d'Oklahoma City 125 |  | Paycom Center, Oklahoma City, Oklahoma |

| 13 février 2023 | Rapport | Pelicans de La Nouvelle-Orléans 103, Thunder d'Oklahoma City 100 | Pelicans de La Nouvelle-Orléans 103, Thunder d'Oklahoma City 100 | Pelicans de La Nouvelle-Orléans 103, Thunder d'Oklahoma City 100 |  | Paycom Center, Oklahoma City, Oklahoma |

| 11 mars 2023 | Rapport | Thunder d'Oklahoma City 110, Pelicans de La Nouvelle-Orléans 96 | Thunder d'Oklahoma City 110, Pelicans de La Nouvelle-Orléans 96 | Thunder d'Oklahoma City 110, Pelicans de La Nouvelle-Orléans 96 |  | Smoothie King Center, La Nouvelle-Orléans, Louisiane |

##### (8)Timberwolves du Minnesotavs.Thunder d'Oklahoma City(10)
| 14 avril 2023 21h30 EDT | Rapport | Thunder d'Oklahoma City 95, Timberwolves du Minnesota 120      | Thunder d'Oklahoma City 95, Timberwolves du Minnesota 120 | Thunder d'Oklahoma City 95, Timberwolves du Minnesota 120                  |  | Target Center, Minneapolis, Minnesota Affluence : 19 304 Arbitres : Scott Foster, Courtney Kirkland, Brent Barnaky, Gediminas Petraitis |
| 14 avril 2023 21h30 EDT | Rapport | Score par quart-temps : 23-24, 24-33, 31-38, 17-25             |                                                           |                                                                            |  | Target Center, Minneapolis, Minnesota Affluence : 19 304 Arbitres : Scott Foster, Courtney Kirkland, Brent Barnaky, Gediminas Petraitis |
| 14 avril 2023 21h30 EDT | Rapport | Score par mi-temps : 47-57, 48-63                              |                                                           |                                                                            |  | Target Center, Minneapolis, Minnesota Affluence : 19 304 Arbitres : Scott Foster, Courtney Kirkland, Brent Barnaky, Gediminas Petraitis |
| 14 avril 2023 21h30 EDT | Rapport | Shai Gilgeous-Alexander, 22 Luguentz Dort, 8 Jalen Williams, 5 | Points Rebonds Passes d.                                  | Karl-Anthony Towns, 28 Karl-Anthony Towns, 11 Edwards, Alexander-Walker, 6 |  | Target Center, Minneapolis, Minnesota Affluence : 19 304 Arbitres : Scott Foster, Courtney Kirkland, Brent Barnaky, Gediminas Petraitis |

Matchs de saison régulière
Minnesota remporte la série 3 à 1.
| 19 octobre 2022 | Rapport | Thunder d'Oklahoma City 108, Timberwolves du Minnesota 115 | Thunder d'Oklahoma City 108, Timberwolves du Minnesota 115 | Thunder d'Oklahoma City 108, Timberwolves du Minnesota 115 |  | Target Center, Minneapolis, Minnesota |

| 23 octobre 2022 | Rapport | Timberwolves du Minnesota 116, Thunder d'Oklahoma City 106 | Timberwolves du Minnesota 116, Thunder d'Oklahoma City 106 | Timberwolves du Minnesota 116, Thunder d'Oklahoma City 106 |  | Paycom Center, Oklahoma City, Oklahoma |

| 3 décembre 2022 | Rapport | Thunder d'Oklahoma City 135, Timberwolves du Minnesota 128 | Thunder d'Oklahoma City 135, Timberwolves du Minnesota 128 | Thunder d'Oklahoma City 135, Timberwolves du Minnesota 128 |  | Target Center, Minneapolis, Minnesota |

| 16 décembre 2022 | Rapport | Timberwolves du Minnesota 112, Thunder d'Oklahoma City 110 | Timberwolves du Minnesota 112, Thunder d'Oklahoma City 110 | Timberwolves du Minnesota 112, Thunder d'Oklahoma City 110 |  | Paycom Center, Oklahoma City, Oklahoma |

## Tableau
|  | 1er tour         | 1er tour                  | 1er tour              |   |                        | Demi-finales de Conférence | Demi-finales de Conférence | Demi-finales de Conférence |  |   | Finales de Conférence | Finales de Conférence | Finales de Conférence |  |   | Finale NBA    | Finale NBA | Finale NBA |
|  |                  |                           |                       |   |                        |                            |                            |                            |  |   |                       |                       |                       |  |   |               |            |            |
|  | 1                | Bucks de Milwaukee        | 1                     |   |                        |                            |                            |                            |  |   |                       |                       |                       |  |   |               |            |            |
|  | 8                | Heat de Miami             | 4                     |   |                        |                            |                            |                            |  |   |                       |                       |                       |  |   |               |            |            |
|  | 8                | Heat de Miami             | 4                     |   | 8                      | Heat de Miami              | 4                          |                            |  |   |                       |                       |                       |  |   |               |            |            |
|  |                  |                           |                       |   | 8                      | Heat de Miami              | 4                          |                            |  |   |                       |                       |                       |  |   |               |            |            |
|  |                  | 5                         | Knicks de New York    | 2 |                        |                            |                            |                            |  |   |                       |                       |                       |  |   |               |            |            |
|  | 4                | 5                         | Knicks de New York    | 2 | Cavaliers de Cleveland | 1                          |                            |                            |  |   |                       |                       |                       |  |   |               |            |            |
|  | 4                |                           |                       |   | Cavaliers de Cleveland | 1                          |                            |                            |  |   |                       |                       |                       |  |   |               |            |            |
|  | 5                | Knicks de New York        | 4                     |   |                        |                            |                            |                            |  |   |                       |                       |                       |  |   |               |            |            |
|  | 5                | Knicks de New York        | 4                     |   |                        |                            |                            |                            |  | 8 | Heat de Miami         | 4                     |                       |  |   |               |            |            |
|  | Conférence Est   |                           |                       |   |                        |                            |                            |                            |  | 8 | Heat de Miami         | 4                     |                       |  |   |               |            |            |
|  |                  | 2                         | Celtics de Boston     | 3 |                        |                            |                            |                            |  |   |                       |                       |                       |  |   |               |            |            |
|  | 3                | 2                         | Celtics de Boston     | 3 | 76ers de Philadelphie  | 4                          |                            |                            |  |   |                       |                       |                       |  |   |               |            |            |
|  | 3                |                           |                       |   | 76ers de Philadelphie  | 4                          |                            |                            |  |   |                       |                       |                       |  |   |               |            |            |
|  | 6                | Nets de Brooklyn          | 0                     |   |                        |                            |                            |                            |  |   |                       |                       |                       |  |   |               |            |            |
|  | 6                | Nets de Brooklyn          | 0                     |   | 3                      | 76ers de Philadelphie      | 3                          |                            |  |   |                       |                       |                       |  |   |               |            |            |
|  |                  |                           |                       |   | 3                      | 76ers de Philadelphie      | 3                          |                            |  |   |                       |                       |                       |  |   |               |            |            |
|  |                  | 2                         | Celtics de Boston     | 4 |                        |                            |                            |                            |  |   |                       |                       |                       |  |   |               |            |            |
|  | 2                | 2                         | Celtics de Boston     | 4 | Celtics de Boston      | 4                          |                            |                            |  |   |                       |                       |                       |  |   |               |            |            |
|  | 2                |                           |                       |   | Celtics de Boston      | 4                          |                            |                            |  |   |                       |                       |                       |  |   |               |            |            |
|  | 7                | Hawks d'Atlanta           | 2                     |   |                        |                            |                            |                            |  |   |                       |                       |                       |  |   |               |            |            |
|  | 7                | Hawks d'Atlanta           | 2                     |   |                        |                            |                            |                            |  |   |                       |                       |                       |  | 8 | Heat de Miami | 1          |            |
|  |                  |                           |                       |   |                        |                            |                            |                            |  |   |                       |                       |                       |  | 8 | Heat de Miami | 1          |            |
|  |                  | 1                         | Nuggets de Denver     | 4 |                        |                            |                            |                            |  |   |                       |                       |                       |  |   |               |            |            |
|  | 1                | 1                         | Nuggets de Denver     | 4 | Nuggets de Denver      | 4                          |                            |                            |  |   |                       |                       |                       |  |   |               |            |            |
|  | 1                |                           |                       |   | Nuggets de Denver      | 4                          |                            |                            |  |   |                       |                       |                       |  |   |               |            |            |
|  | 8                | Timberwolves du Minnesota | 1                     |   |                        |                            |                            |                            |  |   |                       |                       |                       |  |   |               |            |            |
|  | 8                | Timberwolves du Minnesota | 1                     |   | 1                      | Nuggets de Denver          | 4                          |                            |  |   |                       |                       |                       |  |   |               |            |            |
|  |                  |                           |                       |   | 1                      | Nuggets de Denver          | 4                          |                            |  |   |                       |                       |                       |  |   |               |            |            |
|  |                  | 4                         | Suns de Phoenix       | 2 |                        |                            |                            |                            |  |   |                       |                       |                       |  |   |               |            |            |
|  | 4                | 4                         | Suns de Phoenix       | 2 | Suns de Phoenix        | 4                          |                            |                            |  |   |                       |                       |                       |  |   |               |            |            |
|  | 4                |                           |                       |   | Suns de Phoenix        | 4                          |                            |                            |  |   |                       |                       |                       |  |   |               |            |            |
|  | 5                | Clippers de Los Angeles   | 1                     |   |                        |                            |                            |                            |  |   |                       |                       |                       |  |   |               |            |            |
|  | 5                | Clippers de Los Angeles   | 1                     |   |                        |                            |                            |                            |  | 1 | Nuggets de Denver     | 4                     |                       |  |   |               |            |            |
|  | Conférence Ouest |                           |                       |   |                        |                            |                            |                            |  | 1 | Nuggets de Denver     | 4                     |                       |  |   |               |            |            |
|  |                  | 7                         | Lakers de Los Angeles | 0 |                        |                            |                            |                            |  |   |                       |                       |                       |  |   |               |            |            |
|  | 3                | 7                         | Lakers de Los Angeles | 0 | Kings de Sacramento    | 3                          |                            |                            |  |   |                       |                       |                       |  |   |               |            |            |
|  | 3                |                           |                       |   | Kings de Sacramento    | 3                          |                            |                            |  |   |                       |                       |                       |  |   |               |            |            |
|  | 6                | Warriors de Golden State  | 4                     |   |                        |                            |                            |                            |  |   |                       |                       |                       |  |   |               |            |            |
|  | 6                | Warriors de Golden State  | 4                     |   | 6                      | Warriors de Golden State   | 2                          |                            |  |   |                       |                       |                       |  |   |               |            |            |
|  |                  |                           |                       |   | 6                      | Warriors de Golden State   | 2                          |                            |  |   |                       |                       |                       |  |   |               |            |            |
|  |                  | 7                         | Lakers de Los Angeles | 4 |                        |                            |                            |                            |  |   |                       |                       |                       |  |   |               |            |            |
|  | 2                | 7                         | Lakers de Los Angeles | 4 | Grizzlies de Memphis   | 2                          |                            |                            |  |   |                       |                       |                       |  |   |               |            |            |
|  | 2                |                           |                       |   | Grizzlies de Memphis   | 2                          |                            |                            |  |   |                       |                       |                       |  |   |               |            |            |
|  | 7                | Lakers de Los Angeles     | 4                     |   |                        |                            |                            |                            |  |   |                       |                       |                       |  |   |               |            |            |

## Premier tour

### Conférence Est

#### (1)Bucks de Milwaukeevs.Heat de Miami(8)
| 16 avril 2023 17h30 EDT | Rapport | Heat de Miami 130, Bucks de Milwaukee 117          | Heat de Miami 130, Bucks de Milwaukee 117 | Heat de Miami 130, Bucks de Milwaukee 117               |  | Fiserv Forum, Milwaukee, Wisconsin Affluence : 17 381 Arbitres : Tony Brothers, Tyler Ford, Michael Smith | TNT |
| 16 avril 2023 17h30 EDT | Rapport | Score par quart-temps : 33-24, 35-31, 34-33, 28-29 |                                           |                                                         |  | Fiserv Forum, Milwaukee, Wisconsin Affluence : 17 381 Arbitres : Tony Brothers, Tyler Ford, Michael Smith | TNT |
| 16 avril 2023 17h30 EDT | Rapport | Score par mi-temps : 68-55, 62-62                  |                                           |                                                         |  | Fiserv Forum, Milwaukee, Wisconsin Affluence : 17 381 Arbitres : Tony Brothers, Tyler Ford, Michael Smith | TNT |
| 16 avril 2023 17h30 EDT | Rapport | Jimmy Butler, 35 Bam Adebayo, 9 Jimmy Butler, 11   | Points Rebonds Passes d.                  | Khris Middleton, 33 Khris Middleton, 9 Jrue Holiday, 16 |  | Fiserv Forum, Milwaukee, Wisconsin Affluence : 17 381 Arbitres : Tony Brothers, Tyler Ford, Michael Smith | TNT |

| 19 avril 2023 21h00 EDT | Rapport | Heat de Miami 122, Bucks de Milwaukee 138          | Heat de Miami 122, Bucks de Milwaukee 138 | Heat de Miami 122, Bucks de Milwaukee 138         |  | Fiserv Forum, Milwaukee, Wisconsin Affluence : 17 576 Arbitres : John Goble, Brian Forte, Tre Maddox | NBA TV |
| 19 avril 2023 21h00 EDT | Rapport | Score par quart-temps : 28-35, 27-46, 30-37, 37-20 |                                           |                                                   |  | Fiserv Forum, Milwaukee, Wisconsin Affluence : 17 576 Arbitres : John Goble, Brian Forte, Tre Maddox | NBA TV |
| 19 avril 2023 21h00 EDT | Rapport | Score par mi-temps : 55-81, 67-57                  |                                           |                                                   |  | Fiserv Forum, Milwaukee, Wisconsin Affluence : 17 576 Arbitres : John Goble, Brian Forte, Tre Maddox | NBA TV |
| 19 avril 2023 21h00 EDT | Rapport | Jimmy Butler, 25 Cody Zeller, 8 Caleb Martin, 6    | Points Rebonds Passes d.                  | Brook Lopez, 25 Bobby Portis, 15 Jrue Holiday, 11 |  | Fiserv Forum, Milwaukee, Wisconsin Affluence : 17 576 Arbitres : John Goble, Brian Forte, Tre Maddox | NBA TV |

| 22 avril 2023 19h30 EDT | Rapport | Bucks de Milwaukee 99, Heat de Miami 121                | Bucks de Milwaukee 99, Heat de Miami 121 | Bucks de Milwaukee 99, Heat de Miami 121            |  | Kaseya Center, Miami, Floride Affluence : 19 734 Arbitres : Eric Lewis, Kevin Scott, Rodney Mott | ESPN |
| 22 avril 2023 19h30 EDT | Rapport | Score par quart-temps : 21-29, 32-37, 26-28, 20-27      |                                          |                                                     |  | Kaseya Center, Miami, Floride Affluence : 19 734 Arbitres : Eric Lewis, Kevin Scott, Rodney Mott | ESPN |
| 22 avril 2023 19h30 EDT | Rapport | Score par mi-temps : 53-66, 46-55                       |                                          |                                                     |  | Kaseya Center, Miami, Floride Affluence : 19 734 Arbitres : Eric Lewis, Kevin Scott, Rodney Mott | ESPN |
| 22 avril 2023 19h30 EDT | Rapport | Khris Middleton, 23 Bobby Portis, 10 Khris Middleton, 6 | Points Rebonds Passes d.                 | Jimmy Butler, 30 Adebayo, Martin, 11 Bam Adebayo, 5 |  | Kaseya Center, Miami, Floride Affluence : 19 734 Arbitres : Eric Lewis, Kevin Scott, Rodney Mott | ESPN |

| 24 avril 2023 19h30 EDT | Rapport | Bucks de Milwaukee 114, Heat de Miami 119                 | Bucks de Milwaukee 114, Heat de Miami 119 | Bucks de Milwaukee 114, Heat de Miami 119          |  | Kaseya Center, Miami, Floride Affluence : 19 614 Arbitres : Marc Davis, Mark Lindsay, Jacyn Goble | TNT |
| 24 avril 2023 19h30 EDT | Rapport | Score par quart-temps : 33-28, 24-22, 32-28, 25-41        |                                           |                                                    |  | Kaseya Center, Miami, Floride Affluence : 19 614 Arbitres : Marc Davis, Mark Lindsay, Jacyn Goble | TNT |
| 24 avril 2023 19h30 EDT | Rapport | Score par mi-temps : 57-50, 57-69                         |                                           |                                                    |  | Kaseya Center, Miami, Floride Affluence : 19 614 Arbitres : Marc Davis, Mark Lindsay, Jacyn Goble | TNT |
| 24 avril 2023 19h30 EDT | Rapport | Brook Lopez, 36 Brook Lopez, 11 Giánnis Antetokoúnmpo, 13 | Points Rebonds Passes d.                  | Jimmy Butler, 56 Butler, Martin, 9 Gabe Vincent, 8 |  | Kaseya Center, Miami, Floride Affluence : 19 614 Arbitres : Marc Davis, Mark Lindsay, Jacyn Goble | TNT |

| 26 avril 2023 21h30 EDT | Rapport | Heat de Miami 128, Bucks de Milwaukee 126                                | Heat de Miami 128, Bucks de Milwaukee 126 | Heat de Miami 128, Bucks de Milwaukee 126                                 | OT | Fiserv Forum, Milwaukee, Wisconsin Affluence : 18 113 Arbitres : James Williams, Sean Wright, Pat Fraher | NBA TV |
| 26 avril 2023 21h30 EDT | Rapport | Score par quart-temps : 36-33, 27-36, 23-33, 32-16 ; prolongation : 10-8 |                                           |                                                                           | OT | Fiserv Forum, Milwaukee, Wisconsin Affluence : 18 113 Arbitres : James Williams, Sean Wright, Pat Fraher | NBA TV |
| 26 avril 2023 21h30 EDT | Rapport | Score par mi-temps : 63-69, 65-57                                        |                                           |                                                                           | OT | Fiserv Forum, Milwaukee, Wisconsin Affluence : 18 113 Arbitres : James Williams, Sean Wright, Pat Fraher | NBA TV |
| 26 avril 2023 21h30 EDT | Rapport | Jimmy Butler, 42 Kevin Love, 12 Bam Adebayo, 10                          | Points Rebonds Passes d.                  | Giánnis Antetokoúnmpo, 38 Giánnis Antetokoúnmpo, 20 Holiday, Middleton, 6 | OT | Fiserv Forum, Milwaukee, Wisconsin Affluence : 18 113 Arbitres : James Williams, Sean Wright, Pat Fraher | NBA TV |
| 26 avril 2023 21h30 EDT | Rapport | Miami remporte la série 4 à 1.                                           |                                           |                                                                           | OT | Fiserv Forum, Milwaukee, Wisconsin Affluence : 18 113 Arbitres : James Williams, Sean Wright, Pat Fraher | NBA TV |

Matchs de saison régulière
Égalité dans la série 2 à 2.
| 12 janvier 2023 | Rapport | Bucks de Milwaukee 102, Heat de Miami 108 | Bucks de Milwaukee 102, Heat de Miami 108 | Bucks de Milwaukee 102, Heat de Miami 108 |  | Kaseya Center, Miami, Floride |

| 14 janvier 2023 | Rapport | Bucks de Milwaukee 95, Heat de Miami 111 | Bucks de Milwaukee 95, Heat de Miami 111 | Bucks de Milwaukee 95, Heat de Miami 111 |  | Kaseya Center, Miami, Floride |

| 4 février 2023 | Rapport | Heat de Miami 115, Bucks de Milwaukee 123 | Heat de Miami 115, Bucks de Milwaukee 123 | Heat de Miami 115, Bucks de Milwaukee 123 |  | Fiserv Forum, Milwaukee, Wisconsin |

| 24 février 2023 | Rapport | Heat de Miami 99, Bucks de Milwaukee 128 | Heat de Miami 99, Bucks de Milwaukee 128 | Heat de Miami 99, Bucks de Milwaukee 128 |  | Fiserv Forum, Milwaukee, Wisconsin |

Dernière rencontre en playoffs
Premier tour de conférence Est 2021 (Milwaukee gagne 4-0).

#### (2)Celtics de Bostonvs.Hawks d'Atlanta(7)
| 15 avril 2023 15h30 EDT | Rapport | Hawks d'Atlanta 99, Celtics de Boston 112           | Hawks d'Atlanta 99, Celtics de Boston 112 | Hawks d'Atlanta 99, Celtics de Boston 112         |  | TD Garden, Boston, Massachusetts Affluence : 19 156 Arbitres : David Guthrie, Bill Kennedy, Ben Taylor | ESPN |
| 15 avril 2023 15h30 EDT | Rapport | Score par quart-temps : 19-29, 25-45, 31-20, 24-18  |                                           |                                                   |  | TD Garden, Boston, Massachusetts Affluence : 19 156 Arbitres : David Guthrie, Bill Kennedy, Ben Taylor | ESPN |
| 15 avril 2023 15h30 EDT | Rapport | Score par mi-temps : 44-74, 55-38                   |                                           |                                                   |  | TD Garden, Boston, Massachusetts Affluence : 19 156 Arbitres : David Guthrie, Bill Kennedy, Ben Taylor | ESPN |
| 15 avril 2023 15h30 EDT | Rapport | Dejounte Murray, 24 Capela, Murray, 8 Trae Young, 8 | Points Rebonds Passes d.                  | Jaylen Brown, 29 Jaylen Brown, 12 Smart, White, 7 |  | TD Garden, Boston, Massachusetts Affluence : 19 156 Arbitres : David Guthrie, Bill Kennedy, Ben Taylor | ESPN |

| 18 avril 2023 19h00 EDT | Rapport | Hawks d'Atlanta 106, Celtics de Boston 119               | Hawks d'Atlanta 106, Celtics de Boston 119 | Hawks d'Atlanta 106, Celtics de Boston 119           |  | TD Garden, Boston, Massachusetts Affluence : 19 156 Arbitres : Mark Lindsay, Karl Lane, James Williams | NBA TV |
| 18 avril 2023 19h00 EDT | Rapport | Score par quart-temps : 25-28, 24-33, 32-29, 25-29       |                                            |                                                      |  | TD Garden, Boston, Massachusetts Affluence : 19 156 Arbitres : Mark Lindsay, Karl Lane, James Williams | NBA TV |
| 18 avril 2023 19h00 EDT | Rapport | Score par mi-temps : 49-61, 57-58                        |                                            |                                                      |  | TD Garden, Boston, Massachusetts Affluence : 19 156 Arbitres : Mark Lindsay, Karl Lane, James Williams | NBA TV |
| 18 avril 2023 19h00 EDT | Rapport | Dejounte Murray, 29 De'Andre Hunter, 12 Young, Murray, 6 | Points Rebonds Passes d.                   | Jayson Tatum, 29 Jayson Tatum, 10 Malcolm Brogdon, 8 |  | TD Garden, Boston, Massachusetts Affluence : 19 156 Arbitres : Mark Lindsay, Karl Lane, James Williams | NBA TV |

| 21 avril 2023 19h00 EDT | Rapport | Celtics de Boston 122, Hawks d'Atlanta 130         | Celtics de Boston 122, Hawks d'Atlanta 130 | Celtics de Boston 122, Hawks d'Atlanta 130    |  | State Farm Arena, Atlanta, Géorgie Affluence : 18 536 Arbitres : Scott Foster, Pat Fraher, Mitchell Ervin | ESPN |
| 21 avril 2023 19h00 EDT | Rapport | Score par quart-temps : 37-33, 30-41, 26-26, 29-30 |                                            |                                               |  | State Farm Arena, Atlanta, Géorgie Affluence : 18 536 Arbitres : Scott Foster, Pat Fraher, Mitchell Ervin | ESPN |
| 21 avril 2023 19h00 EDT | Rapport | Score par mi-temps : 67-74, 55-56                  |                                            |                                               |  | State Farm Arena, Atlanta, Géorgie Affluence : 18 536 Arbitres : Scott Foster, Pat Fraher, Mitchell Ervin | ESPN |
| 21 avril 2023 19h00 EDT | Rapport | Jayson Tatum, 29 Jayson Tatum, 10 Marcus Smart, 8  | Points Rebonds Passes d.                   | Trae Young, 32 Clint Capela, 11 Trae Young, 9 |  | State Farm Arena, Atlanta, Géorgie Affluence : 18 536 Arbitres : Scott Foster, Pat Fraher, Mitchell Ervin | ESPN |

| 23 avril 2023 19h00 EDT | Rapport | Celtics de Boston 129, Hawks d'Atlanta 121             | Celtics de Boston 129, Hawks d'Atlanta 121 | Celtics de Boston 129, Hawks d'Atlanta 121       |  | State Farm Arena, Atlanta, Géorgie Affluence : 19 144 Arbitres : Zach Zarba, Tyler Ford, Gediminas Petraitis | TNT |
| 23 avril 2023 19h00 EDT | Rapport | Score par quart-temps : 35-25, 30-28, 27-34, 37-34     |                                            |                                                  |  | State Farm Arena, Atlanta, Géorgie Affluence : 19 144 Arbitres : Zach Zarba, Tyler Ford, Gediminas Petraitis | TNT |
| 23 avril 2023 19h00 EDT | Rapport | Score par mi-temps : 65-53, 64-68                      |                                            |                                                  |  | State Farm Arena, Atlanta, Géorgie Affluence : 19 144 Arbitres : Zach Zarba, Tyler Ford, Gediminas Petraitis | TNT |
| 23 avril 2023 19h00 EDT | Rapport | Tatum, Brown, 31 Robert Williams III, 15 Al Horford, 5 | Points Rebonds Passes d.                   | Trae Young, 35 Dejounte Murray, 9 Trae Young, 15 |  | State Farm Arena, Atlanta, Géorgie Affluence : 19 144 Arbitres : Zach Zarba, Tyler Ford, Gediminas Petraitis | TNT |

| 25 avril 2023 19h30 EDT | Rapport | Hawks d'Atlanta 119, Celtics de Boston 117         | Hawks d'Atlanta 119, Celtics de Boston 117 | Hawks d'Atlanta 119, Celtics de Boston 117       |  | TD Garden, Boston, Massachusetts Affluence : 19 156 Arbitres : Josh Tiven, Courtney Kirkland, Tre Maddox | TNT |
| 25 avril 2023 19h30 EDT | Rapport | Score par quart-temps : 30-27, 28-39, 24-26, 37-25 |                                            |                                                  |  | TD Garden, Boston, Massachusetts Affluence : 19 156 Arbitres : Josh Tiven, Courtney Kirkland, Tre Maddox | TNT |
| 25 avril 2023 19h30 EDT | Rapport | Score par mi-temps : 58-66, 61-51                  |                                            |                                                  |  | TD Garden, Boston, Massachusetts Affluence : 19 156 Arbitres : Josh Tiven, Courtney Kirkland, Tre Maddox | TNT |
| 25 avril 2023 19h30 EDT | Rapport | Trae Young, 38 Clint Capela, 7 Trae Young, 13      | Points Rebonds Passes d.                   | Jaylen Brown, 35 Jayson Tatum, 8 Jayson Tatum, 8 |  | TD Garden, Boston, Massachusetts Affluence : 19 156 Arbitres : Josh Tiven, Courtney Kirkland, Tre Maddox | TNT |

| 27 avril 2023 20h30 EDT | Rapport | Celtics de Boston 128, Hawks d'Atlanta 120         | Celtics de Boston 128, Hawks d'Atlanta 120 | Celtics de Boston 128, Hawks d'Atlanta 120            |  | State Farm Arena, Atlanta, Géorgie Affluence : 19 176 Arbitres : Marc Davis, Curtis Blair, Jacyn Goble | TNT |
| 27 avril 2023 20h30 EDT | Rapport | Score par quart-temps : 35-34, 33-33, 30-33, 30-20 |                                            |                                                       |  | State Farm Arena, Atlanta, Géorgie Affluence : 19 176 Arbitres : Marc Davis, Curtis Blair, Jacyn Goble | TNT |
| 27 avril 2023 20h30 EDT | Rapport | Score par mi-temps : 68-67, 60-53                  |                                            |                                                       |  | State Farm Arena, Atlanta, Géorgie Affluence : 19 176 Arbitres : Marc Davis, Curtis Blair, Jacyn Goble | TNT |
| 27 avril 2023 20h30 EDT | Rapport | Jaylen Brown, 32 Jayson Tatum, 14 Jayson Tatum, 7  | Points Rebonds Passes d.                   | Trae Young, 30 Onyeka Okongwu, 11 Dejounte Murray, 11 |  | State Farm Arena, Atlanta, Géorgie Affluence : 19 176 Arbitres : Marc Davis, Curtis Blair, Jacyn Goble | TNT |
| 27 avril 2023 20h30 EDT | Rapport | Boston remporte la série 4 à 2.                    |                                            |                                                       |  | State Farm Arena, Atlanta, Géorgie Affluence : 19 176 Arbitres : Marc Davis, Curtis Blair, Jacyn Goble | TNT |

Matchs de saison régulière
Boston remporte la série 3 à 0.
| 16 novembre 2022 | Rapport | Celtics de Boston 126, Hawks d'Atlanta 101 | Celtics de Boston 126, Hawks d'Atlanta 101 | Celtics de Boston 126, Hawks d'Atlanta 101 |  | State Farm Arena, Atlanta, Géorgie |

| 11 mars 2023 | Rapport | Celtics de Boston 134, Hawks d'Atlanta 125 | Celtics de Boston 134, Hawks d'Atlanta 125 | Celtics de Boston 134, Hawks d'Atlanta 125 |  | State Farm Arena, Atlanta, Géorgie |

| 9 avril 2023 | Rapport | Hawks d'Atlanta 114, Celtics de Boston 120 | Hawks d'Atlanta 114, Celtics de Boston 120 | Hawks d'Atlanta 114, Celtics de Boston 120 |  | TD Garden, Boston, Massachusetts |

Dernière rencontre en playoffs
Premier tour de conférence Est 2016 (Atlanta gagne 4-2).

#### (3)76ers de Philadelphievs.Nets de Brooklyn(6)
| 15 avril 2023 13h00 EDT | Rapport | Nets de Brooklyn 101, 76ers de Philadelphie 121            | Nets de Brooklyn 101, 76ers de Philadelphie 121 | Nets de Brooklyn 101, 76ers de Philadelphie 121  |  | Wells Fargo Center, Philadelphie, Pennsylvanie Affluence : 20 913 Arbitres : James Williams, Mark Lindsay, JB DeRosa | ESPN |
| 15 avril 2023 13h00 EDT | Rapport | Score par quart-temps : 25-30, 33-37, 23-26, 20-28         |                                                 |                                                  |  | Wells Fargo Center, Philadelphie, Pennsylvanie Affluence : 20 913 Arbitres : James Williams, Mark Lindsay, JB DeRosa | ESPN |
| 15 avril 2023 13h00 EDT | Rapport | Score par mi-temps : 58-67, 43-54                          |                                                 |                                                  |  | Wells Fargo Center, Philadelphie, Pennsylvanie Affluence : 20 913 Arbitres : James Williams, Mark Lindsay, JB DeRosa | ESPN |
| 15 avril 2023 13h00 EDT | Rapport | Mikal Bridges, 30 Nicolas Claxton, 10 Spencer Dinwiddie, 7 | Points Rebonds Passes d.                        | Joel Embiid, 26 P. J. Tucker, 7 James Harden, 13 |  | Wells Fargo Center, Philadelphie, Pennsylvanie Affluence : 20 913 Arbitres : James Williams, Mark Lindsay, JB DeRosa | ESPN |

| 17 avril 2023 19h30 EDT | Rapport | Nets de Brooklyn 84, 76ers de Philadelphie 96               | Nets de Brooklyn 84, 76ers de Philadelphie 96 | Nets de Brooklyn 84, 76ers de Philadelphie 96      |  | Wells Fargo Center, Philadelphie, Pennsylvanie Affluence : 20 958 Arbitres : David Guthrie, Curtis Blair, Tre Maddox | TNT |
| 17 avril 2023 19h30 EDT | Rapport | Score par quart-temps : 25-25, 24-19, 14-24, 21-28          |                                               |                                                    |  | Wells Fargo Center, Philadelphie, Pennsylvanie Affluence : 20 958 Arbitres : David Guthrie, Curtis Blair, Tre Maddox | TNT |
| 17 avril 2023 19h30 EDT | Rapport | Score par mi-temps : 49-44, 35-52                           |                                               |                                                    |  | Wells Fargo Center, Philadelphie, Pennsylvanie Affluence : 20 958 Arbitres : David Guthrie, Curtis Blair, Tre Maddox | TNT |
| 17 avril 2023 19h30 EDT | Rapport | Cameron Johnson, 28 Dorian Finney-Smith, 7 Mikal Bridges, 7 | Points Rebonds Passes d.                      | Tyrese Maxey, 33 Joel Embiid, 19 Embiid, Harden, 7 |  | Wells Fargo Center, Philadelphie, Pennsylvanie Affluence : 20 958 Arbitres : David Guthrie, Curtis Blair, Tre Maddox | TNT |

| 20 avril 2023 19h30 EDT | Rapport | 76ers de Philadelphie 102, Nets de Brooklyn 97     | 76ers de Philadelphie 102, Nets de Brooklyn 97 | 76ers de Philadelphie 102, Nets de Brooklyn 97                |  | Barclays Center, Brooklyn, New York Affluence : 17 910 Arbitres : Tony Brothers, Ben Taylor, Nick Buchert | TNT |
| 20 avril 2023 19h30 EDT | Rapport | Score par quart-temps : 32-28, 26-19, 18-35, 26-15 |                                                |                                                               |  | Barclays Center, Brooklyn, New York Affluence : 17 910 Arbitres : Tony Brothers, Ben Taylor, Nick Buchert | TNT |
| 20 avril 2023 19h30 EDT | Rapport | Score par mi-temps : 58-47, 44-50                  |                                                |                                                               |  | Barclays Center, Brooklyn, New York Affluence : 17 910 Arbitres : Tony Brothers, Ben Taylor, Nick Buchert | TNT |
| 20 avril 2023 19h30 EDT | Rapport | Tyrese Maxey, 25 Joel Embiid, 10 Tucker, Harden, 4 | Points Rebonds Passes d.                       | Mikal Bridges, 26 Dorian Finney-Smith, 9 Spencer Dinwiddie, 7 |  | Barclays Center, Brooklyn, New York Affluence : 17 910 Arbitres : Tony Brothers, Ben Taylor, Nick Buchert | TNT |

| 22 avril 2023 13h00 EDT | Rapport | 76ers de Philadelphie 96, Nets de Brooklyn 88      | 76ers de Philadelphie 96, Nets de Brooklyn 88 | 76ers de Philadelphie 96, Nets de Brooklyn 88                  |  | Barclays Center, Brooklyn, New York Affluence : 18 037 Arbitres : John Goble, Sean Wright, Karl Lane | TNT |
| 22 avril 2023 13h00 EDT | Rapport | Score par quart-temps : 22-29, 18-19, 26-15, 30-25 |                                               |                                                                |  | Barclays Center, Brooklyn, New York Affluence : 18 037 Arbitres : John Goble, Sean Wright, Karl Lane | TNT |
| 22 avril 2023 13h00 EDT | Rapport | Score par mi-temps : 40-48, 56-40                  |                                               |                                                                |  | Barclays Center, Brooklyn, New York Affluence : 18 037 Arbitres : John Goble, Sean Wright, Karl Lane | TNT |
| 22 avril 2023 13h00 EDT | Rapport | Tobias Harris, 25 Paul Reed, 15 James Harden, 11   | Points Rebonds Passes d.                      | Spencer Dinwiddie, 20 Nicolas Claxton, 12 Spencer Dinwiddie, 6 |  | Barclays Center, Brooklyn, New York Affluence : 18 037 Arbitres : John Goble, Sean Wright, Karl Lane | TNT |
| 22 avril 2023 13h00 EDT | Rapport | Philadelphie remporte la série 4 à 0.              |                                               |                                                                |  | Barclays Center, Brooklyn, New York Affluence : 18 037 Arbitres : John Goble, Sean Wright, Karl Lane | TNT |

Matchs de saison régulière
Philadelphie remporte la série 4 à 0.
| 22 novembre 2022 | Rapport | Nets de Brooklyn 106, 76ers de Philadelphie 115 | Nets de Brooklyn 106, 76ers de Philadelphie 115 | Nets de Brooklyn 106, 76ers de Philadelphie 115 |  | Wells Fargo Center, Philadelphie, Pennsylvanie |

| 25 janvier 2023 | Rapport | Nets de Brooklyn 133, 76ers de Philadelphie 137 | Nets de Brooklyn 133, 76ers de Philadelphie 137 | Nets de Brooklyn 133, 76ers de Philadelphie 137 |  | Wells Fargo Center, Philadelphie, Pennsylvanie |

| 11 février 2023 | Rapport | 76ers de Philadelphie 101, Nets de Brooklyn 98 | 76ers de Philadelphie 101, Nets de Brooklyn 98 | 76ers de Philadelphie 101, Nets de Brooklyn 98 |  | Barclays Center, Brooklyn, New York |

| 9 avril 2023 | Rapport | 76ers de Philadelphie 134, Nets de Brooklyn 105 | 76ers de Philadelphie 134, Nets de Brooklyn 105 | 76ers de Philadelphie 134, Nets de Brooklyn 105 |  | Barclays Center, Brooklyn, New York |

Dernière rencontre en playoffs
Premier tour de conférence Est 2019 (Philadelphie gagne 4-1).

#### (4)Cavaliers de Clevelandvs.Knicks de New York(5)
| 15 avril 2023 18h00 EDT | Rapport | Knicks de New York 101, Cavaliers de Cleveland 97   | Knicks de New York 101, Cavaliers de Cleveland 97 | Knicks de New York 101, Cavaliers de Cleveland 97          |  | Rocket Mortgage FieldHouse, Cleveland, Ohio Affluence : 19 432 Arbitres : Zach Zarba, Curtis Blair, Sean Corbin | ESPN |
| 15 avril 2023 18h00 EDT | Rapport | Score par quart-temps : 30-24, 20-21, 28-25, 23-27  |                                                   |                                                            |  | Rocket Mortgage FieldHouse, Cleveland, Ohio Affluence : 19 432 Arbitres : Zach Zarba, Curtis Blair, Sean Corbin | ESPN |
| 15 avril 2023 18h00 EDT | Rapport | Score par mi-temps : 50-45, 51-52                   |                                                   |                                                            |  | Rocket Mortgage FieldHouse, Cleveland, Ohio Affluence : 19 432 Arbitres : Zach Zarba, Curtis Blair, Sean Corbin | ESPN |
| 15 avril 2023 18h00 EDT | Rapport | Jalen Brunson, 27 Randle, Hart, 10 R. J. Barrett, 6 | Points Rebonds Passes d.                          | Donovan Mitchell, 38 Jarrett Allen, 14 Donovan Mitchell, 8 |  | Rocket Mortgage FieldHouse, Cleveland, Ohio Affluence : 19 432 Arbitres : Zach Zarba, Curtis Blair, Sean Corbin | ESPN |

| 18 avril 2023 19h30 EDT | Rapport | Knicks de New York 90, Cavaliers de Cleveland 107   | Knicks de New York 90, Cavaliers de Cleveland 107 | Knicks de New York 90, Cavaliers de Cleveland 107       |  | Rocket Mortgage FieldHouse, Cleveland, Ohio Affluence : 19 432 Arbitres : Tony Brothers, Ben Taylor, Brent Barnaky | TNT |
| 18 avril 2023 19h30 EDT | Rapport | Score par quart-temps : 22-25, 17-34, 21-23, 30-25  |                                                   |                                                         |  | Rocket Mortgage FieldHouse, Cleveland, Ohio Affluence : 19 432 Arbitres : Tony Brothers, Ben Taylor, Brent Barnaky | TNT |
| 18 avril 2023 19h30 EDT | Rapport | Score par mi-temps : 39-59, 51-48                   |                                                   |                                                         |  | Rocket Mortgage FieldHouse, Cleveland, Ohio Affluence : 19 432 Arbitres : Tony Brothers, Ben Taylor, Brent Barnaky | TNT |
| 18 avril 2023 19h30 EDT | Rapport | Julius Randle, 22 Julius Randle, 8 Jalen Brunson, 6 | Points Rebonds Passes d.                          | Darius Garland, 32 Evan Mobley, 13 Donovan Mitchell, 13 |  | Rocket Mortgage FieldHouse, Cleveland, Ohio Affluence : 19 432 Arbitres : Tony Brothers, Ben Taylor, Brent Barnaky | TNT |

| 21 avril 2023 20h30 EDT | Rapport | Cavaliers de Cleveland 79, Knicks de New York 99         | Cavaliers de Cleveland 79, Knicks de New York 99 | Cavaliers de Cleveland 79, Knicks de New York 99      |  | Madison Square Garden, New York, New York Affluence : 19 812 Arbitres : Josh Tiven, Courtney Kirkland, Justin Van Duyne | ABC |
| 21 avril 2023 20h30 EDT | Rapport | Score par quart-temps : 17-17, 15-28, 23-27, 24-27       |                                                  |                                                       |  | Madison Square Garden, New York, New York Affluence : 19 812 Arbitres : Josh Tiven, Courtney Kirkland, Justin Van Duyne | ABC |
| 21 avril 2023 20h30 EDT | Rapport | Score par mi-temps : 32-45, 47-54                        |                                                  |                                                       |  | Madison Square Garden, New York, New York Affluence : 19 812 Arbitres : Josh Tiven, Courtney Kirkland, Justin Van Duyne | ABC |
| 21 avril 2023 20h30 EDT | Rapport | Donovan Mitchell, 22 Evan Mobley, 10 Donovan Mitchell, 5 | Points Rebonds Passes d.                         | Jalen Brunson, 21 Randle, Barrett, 8 Jalen Brunson, 6 |  | Madison Square Garden, New York, New York Affluence : 19 812 Arbitres : Josh Tiven, Courtney Kirkland, Justin Van Duyne | ABC |

| 23 avril 2023 13h00 EDT | Rapport | Cavaliers de Cleveland 93, Knicks de New York 102     | Cavaliers de Cleveland 93, Knicks de New York 102 | Cavaliers de Cleveland 93, Knicks de New York 102        |  | Madison Square Garden, New York, New York Affluence : 19 812 Arbitres : Scott Foster, Tre Maddox, Kevin Cutler | ABC |
| 23 avril 2023 13h00 EDT | Rapport | Score par quart-temps : 23-30, 22-24, 26-19, 22-29    |                                                   |                                                          |  | Madison Square Garden, New York, New York Affluence : 19 812 Arbitres : Scott Foster, Tre Maddox, Kevin Cutler | ABC |
| 23 avril 2023 13h00 EDT | Rapport | Score par mi-temps : 45-54, 48-48                     |                                                   |                                                          |  | Madison Square Garden, New York, New York Affluence : 19 812 Arbitres : Scott Foster, Tre Maddox, Kevin Cutler | ABC |
| 23 avril 2023 13h00 EDT | Rapport | Darius Garland, 23 Caris LeVert, 9 Darius Garland, 10 | Points Rebonds Passes d.                          | Jalen Brunson, 29 Mitchell Robinson, 11 Jalen Brunson, 6 |  | Madison Square Garden, New York, New York Affluence : 19 812 Arbitres : Scott Foster, Tre Maddox, Kevin Cutler | ABC |

| 26 avril 2023 19h00 EDT | Rapport | Knicks de New York 106, Cavaliers de Cleveland 95        | Knicks de New York 106, Cavaliers de Cleveland 95 | Knicks de New York 106, Cavaliers de Cleveland 95       |  | Rocket Mortgage FieldHouse, Cleveland, Ohio Affluence : 19 432 Arbitres : John Goble, Kevin Scott, Mitchell Ervin | NBA TV |
| 26 avril 2023 19h00 EDT | Rapport | Score par quart-temps : 33-26, 28-25, 26-24, 19-20       |                                                   |                                                         |  | Rocket Mortgage FieldHouse, Cleveland, Ohio Affluence : 19 432 Arbitres : John Goble, Kevin Scott, Mitchell Ervin | NBA TV |
| 26 avril 2023 19h00 EDT | Rapport | Score par mi-temps : 61-51, 45-44                        |                                                   |                                                         |  | Rocket Mortgage FieldHouse, Cleveland, Ohio Affluence : 19 432 Arbitres : John Goble, Kevin Scott, Mitchell Ervin | NBA TV |
| 26 avril 2023 19h00 EDT | Rapport | Jalen Brunson, 23 Mitchell Robinson, 18 Julius Randle, 6 | Points Rebonds Passes d.                          | Donovan Mitchell, 28 Evan Mobley, 9 Donovan Mitchell, 5 |  | Rocket Mortgage FieldHouse, Cleveland, Ohio Affluence : 19 432 Arbitres : John Goble, Kevin Scott, Mitchell Ervin | NBA TV |
| 26 avril 2023 19h00 EDT | Rapport | New York remporte la série 4 à 1.                        |                                                   |                                                         |  | Rocket Mortgage FieldHouse, Cleveland, Ohio Affluence : 19 432 Arbitres : John Goble, Kevin Scott, Mitchell Ervin | NBA TV |

Matchs de saison régulière
New York remporte la série 3 à 1.
| 30 octobre 2022 | Rapport | Knicks de New York 108, Cavaliers de Cleveland 121 | Knicks de New York 108, Cavaliers de Cleveland 121 | Knicks de New York 108, Cavaliers de Cleveland 121 |  | Rocket Mortgage FieldHouse, Cleveland, Ohio |

| 4 décembre 2022 | Rapport | Cavaliers de Cleveland 81, Knicks de New York 92 | Cavaliers de Cleveland 81, Knicks de New York 92 | Cavaliers de Cleveland 81, Knicks de New York 92 |  | Madison Square Garden, New York, New York |

| 24 janvier 2023 | Rapport | Cavaliers de Cleveland 103, Knicks de New York 105 | Cavaliers de Cleveland 103, Knicks de New York 105 | Cavaliers de Cleveland 103, Knicks de New York 105 |  | Madison Square Garden, New York, New York |

| 31 mars 2023 | Rapport | Knicks de New York 130, Cavaliers de Cleveland 116 | Knicks de New York 130, Cavaliers de Cleveland 116 | Knicks de New York 130, Cavaliers de Cleveland 116 |  | Rocket Mortgage FieldHouse, Cleveland, Ohio |

Dernière rencontre en playoffs
Premier tour de conférence Est 1996 (New York gagne 3-0).

### Conférence Ouest

#### (1)Nuggets de Denvervs.Timberwolves du Minnesota(8)
| 16 avril 2023 22h30 EDT | Rapport | Timberwolves du Minnesota 80, Nuggets de Denver 109    | Timberwolves du Minnesota 80, Nuggets de Denver 109 | Timberwolves du Minnesota 80, Nuggets de Denver 109 |  | Ball Arena, Denver, Colorado Affluence : 19 628 Arbitres : Josh Tiven, Pat Fraher, Rodney Mott | TNT |
| 16 avril 2023 22h30 EDT | Rapport | Score par quart-temps : 23-26, 21-29, 14-32, 22-22     |                                                     |                                                     |  | Ball Arena, Denver, Colorado Affluence : 19 628 Arbitres : Josh Tiven, Pat Fraher, Rodney Mott | TNT |
| 16 avril 2023 22h30 EDT | Rapport | Score par mi-temps : 44-55, 36-54                      |                                                     |                                                     |  | Ball Arena, Denver, Colorado Affluence : 19 628 Arbitres : Josh Tiven, Pat Fraher, Rodney Mott | TNT |
| 16 avril 2023 22h30 EDT | Rapport | Anthony Edwards, 18 Rudy Gobert, 13 Anthony Edwards, 5 | Points Rebonds Passes d.                            | Jamal Murray, 24 Nikola Jokić, 14 Jamal Murray, 8   |  | Ball Arena, Denver, Colorado Affluence : 19 628 Arbitres : Josh Tiven, Pat Fraher, Rodney Mott | TNT |

| 19 avril 2023 22h00 EDT | Rapport | Timberwolves du Minnesota 113, Nuggets de Denver 122           | Timberwolves du Minnesota 113, Nuggets de Denver 122 | Timberwolves du Minnesota 113, Nuggets de Denver 122 |  | Ball Arena, Denver, Colorado Affluence : 19 683 Arbitres : Marc Davis, Ed Malloy, Tyler Ford | TNT |
| 19 avril 2023 22h00 EDT | Rapport | Score par quart-temps : 22-31, 27-33, 40-23, 24-35             |                                                      |                                                      |  | Ball Arena, Denver, Colorado Affluence : 19 683 Arbitres : Marc Davis, Ed Malloy, Tyler Ford | TNT |
| 19 avril 2023 22h00 EDT | Rapport | Score par mi-temps : 49-64, 64-58                              |                                                      |                                                      |  | Ball Arena, Denver, Colorado Affluence : 19 683 Arbitres : Marc Davis, Ed Malloy, Tyler Ford | TNT |
| 19 avril 2023 22h00 EDT | Rapport | Anthony Edwards, 41 Karl-Anthony Towns, 12 Mike Conley, Jr., 7 | Points Rebonds Passes d.                             | Jamal Murray, 40 Aaron Gordon, 10 Nikola Jokić, 9    |  | Ball Arena, Denver, Colorado Affluence : 19 683 Arbitres : Marc Davis, Ed Malloy, Tyler Ford | TNT |

| 21 avril 2023 21h30 EDT | Rapport | Nuggets de Denver 120, Timberwolves du Minnesota 111     | Nuggets de Denver 120, Timberwolves du Minnesota 111 | Nuggets de Denver 120, Timberwolves du Minnesota 111 |  | Target Center, Minneapolis, Minnesota Affluence : 19 536 Arbitres : Zach Zarba, James Williams, Eric Dalen | ESPN |
| 21 avril 2023 21h30 EDT | Rapport | Score par quart-temps : 28-28, 33-27, 33-33, 26-23       |                                                      |                                                      |  | Target Center, Minneapolis, Minnesota Affluence : 19 536 Arbitres : Zach Zarba, James Williams, Eric Dalen | ESPN |
| 21 avril 2023 21h30 EDT | Rapport | Score par mi-temps : 61-55, 59-56                        |                                                      |                                                      |  | Target Center, Minneapolis, Minnesota Affluence : 19 536 Arbitres : Zach Zarba, James Williams, Eric Dalen | ESPN |
| 21 avril 2023 21h30 EDT | Rapport | Michael Porter Jr., 25 Nikola Jokić, 11 Nikola Jokić, 12 | Points Rebonds Passes d.                             | Anthony Edwards, 36 Rudy Gobert, 10 Kyle Anderson, 6 |  | Target Center, Minneapolis, Minnesota Affluence : 19 536 Arbitres : Zach Zarba, James Williams, Eric Dalen | ESPN |

| 23 avril 2023 21h30 EDT | Rapport | Nuggets de Denver 108, Timberwolves du Minnesota 114                      | Nuggets de Denver 108, Timberwolves du Minnesota 114 | Nuggets de Denver 108, Timberwolves du Minnesota 114    | OT | Target Center, Minneapolis, Minnesota Affluence : 18 978 Arbitres : David Guthrie, Bill Kennedy, Ray Acosta | TNT |
| 23 avril 2023 21h30 EDT | Rapport | Score par quart-temps : 22-23, 30-25, 22-32, 22-16 ; prolongation : 12-18 |                                                      |                                                         | OT | Target Center, Minneapolis, Minnesota Affluence : 18 978 Arbitres : David Guthrie, Bill Kennedy, Ray Acosta | TNT |
| 23 avril 2023 21h30 EDT | Rapport | Score par mi-temps : 52-48, 56-66                                         |                                                      |                                                         | OT | Target Center, Minneapolis, Minnesota Affluence : 18 978 Arbitres : David Guthrie, Bill Kennedy, Ray Acosta | TNT |
| 23 avril 2023 21h30 EDT | Rapport | Nikola Jokić, 43 Nikola Jokić, 11 Nikola Jokić, 6                         | Points Rebonds Passes d.                             | Anthony Edwards, 34 Rudy Gobert, 15 Mike Conley, Jr., 8 | OT | Target Center, Minneapolis, Minnesota Affluence : 18 978 Arbitres : David Guthrie, Bill Kennedy, Ray Acosta | TNT |

| 25 avril 2023 21h00 EDT | Rapport | Timberwolves du Minnesota 109, Nuggets de Denver 112    | Timberwolves du Minnesota 109, Nuggets de Denver 112 | Timberwolves du Minnesota 109, Nuggets de Denver 112 |  | Ball Arena, Denver, Colorado Affluence : 19 691 Arbitres : Scott Foster, Curtis Blair, Brian Forte | NBA TV |
| 25 avril 2023 21h00 EDT | Rapport | Score par quart-temps : 29-22, 18-26, 30-29, 32-35      |                                                      |                                                      |  | Ball Arena, Denver, Colorado Affluence : 19 691 Arbitres : Scott Foster, Curtis Blair, Brian Forte | NBA TV |
| 25 avril 2023 21h00 EDT | Rapport | Score par mi-temps : 47-48, 62-64                       |                                                      |                                                      |  | Ball Arena, Denver, Colorado Affluence : 19 691 Arbitres : Scott Foster, Curtis Blair, Brian Forte | NBA TV |
| 25 avril 2023 21h00 EDT | Rapport | Anthony Edwards, 29 Rudy Gobert, 15 Mike Conley, Jr., 9 | Points Rebonds Passes d.                             | Jamal Murray, 35 Nikola Jokić, 17 Nikola Jokić, 12   |  | Ball Arena, Denver, Colorado Affluence : 19 691 Arbitres : Scott Foster, Curtis Blair, Brian Forte | NBA TV |
| 25 avril 2023 21h00 EDT | Rapport | Denver remporte la série 4 à 1.                         |                                                      |                                                      |  | Ball Arena, Denver, Colorado Affluence : 19 691 Arbitres : Scott Foster, Curtis Blair, Brian Forte | NBA TV |

Matchs de saison régulière
Égalité dans la série 2 à 2.
| 2 janvier 2023 | Rapport | Nuggets de Denver 111, Timberwolves du Minnesota 124 | Nuggets de Denver 111, Timberwolves du Minnesota 124 | Nuggets de Denver 111, Timberwolves du Minnesota 124 |  | Target Center, Minneapolis, Minnesota |

| 18 janvier 2023 | Rapport | Timberwolves du Minnesota 118, Nuggets de Denver 122 | Timberwolves du Minnesota 118, Nuggets de Denver 122 | Timberwolves du Minnesota 118, Nuggets de Denver 122 |  | Ball Arena, Denver, Colorado |

| 5 février 2023 | Rapport | Nuggets de Denver 98, Timberwolves du Minnesota 128 | Nuggets de Denver 98, Timberwolves du Minnesota 128 | Nuggets de Denver 98, Timberwolves du Minnesota 128 |  | Target Center, Minneapolis, Minnesota |

| 7 février 2023 | Rapport | Timberwolves du Minnesota 112, Nuggets de Denver 146 | Timberwolves du Minnesota 112, Nuggets de Denver 146 | Timberwolves du Minnesota 112, Nuggets de Denver 146 |  | Ball Arena, Denver, Colorado |

Dernière rencontre en playoffs
Premier tour de conférence Ouest 2021 (Minnesota gagne 4-1).

#### (2)Grizzlies de Memphisvs.Lakers de Los Angeles(7)
| 16 avril 2023 15h00 EDT | Rapport | Lakers de Los Angeles 128, Grizzlies de Memphis 112     | Lakers de Los Angeles 128, Grizzlies de Memphis 112 | Lakers de Los Angeles 128, Grizzlies de Memphis 112     |  | FedExForum, Memphis, Tennessee Affluence : 18 487 Arbitres : Scott Foster, Eric Lewis, Aaron Smith | ABC |
| 16 avril 2023 15h00 EDT | Rapport | Score par quart-temps : 32-27, 27-38, 37-25, 32-22      |                                                     |                                                         |  | FedExForum, Memphis, Tennessee Affluence : 18 487 Arbitres : Scott Foster, Eric Lewis, Aaron Smith | ABC |
| 16 avril 2023 15h00 EDT | Rapport | Score par mi-temps : 59-65, 69-47                       |                                                     |                                                         |  | FedExForum, Memphis, Tennessee Affluence : 18 487 Arbitres : Scott Foster, Eric Lewis, Aaron Smith | ABC |
| 16 avril 2023 15h00 EDT | Rapport | Rui Hachimura, 29 Anthony Davis, 12 D'Angelo Russell, 7 | Points Rebonds Passes d.                            | Jaren Jackson Jr., 31 Morant, Aldama, 6 Desmond Bane, 6 |  | FedExForum, Memphis, Tennessee Affluence : 18 487 Arbitres : Scott Foster, Eric Lewis, Aaron Smith | ABC |

| 19 avril 2023 19h30 EDT | Rapport | Lakers de Los Angeles 93, Grizzlies de Memphis 103   | Lakers de Los Angeles 93, Grizzlies de Memphis 103 | Lakers de Los Angeles 93, Grizzlies de Memphis 103  |  | FedExForum, Memphis, Tennessee Affluence : 17 928 Arbitres : Tiven, Courtney Kirkland, Justin Van Duyne | TNT |
| 19 avril 2023 19h30 EDT | Rapport | Score par quart-temps : 19-30, 25-29, 27-24, 22-20   |                                                    |                                                     |  | FedExForum, Memphis, Tennessee Affluence : 17 928 Arbitres : Tiven, Courtney Kirkland, Justin Van Duyne | TNT |
| 19 avril 2023 19h30 EDT | Rapport | Score par mi-temps : 44-59, 49-44                    |                                                    |                                                     |  | FedExForum, Memphis, Tennessee Affluence : 17 928 Arbitres : Tiven, Courtney Kirkland, Justin Van Duyne | TNT |
| 19 avril 2023 19h30 EDT | Rapport | LeBron James, 28 LeBron James, 12 Russell, Reaves, 4 | Points Rebonds Passes d.                           | Xavier Tillman, 22 Xavier Tillman, 13 Tyus Jones, 8 |  | FedExForum, Memphis, Tennessee Affluence : 17 928 Arbitres : Tiven, Courtney Kirkland, Justin Van Duyne | TNT |

| 22 avril 2023 22h00 EDT | Rapport | Grizzlies de Memphis 101, Lakers de Los Angeles 111 | Grizzlies de Memphis 101, Lakers de Los Angeles 111 | Grizzlies de Memphis 101, Lakers de Los Angeles 111     |  | Crypto.com Arena, Los Angeles, Californie Affluence : 18 997 Arbitres : Ed Malloy, Brian Forte, Marc Davis | ESPN |
| 22 avril 2023 22h00 EDT | Rapport | Score par quart-temps : 9-35, 28-18, 31-35, 33-23   |                                                     |                                                         |  | Crypto.com Arena, Los Angeles, Californie Affluence : 18 997 Arbitres : Ed Malloy, Brian Forte, Marc Davis | ESPN |
| 22 avril 2023 22h00 EDT | Rapport | Score par mi-temps : 37-53, 64-58                   |                                                     |                                                         |  | Crypto.com Arena, Los Angeles, Californie Affluence : 18 997 Arbitres : Ed Malloy, Brian Forte, Marc Davis | ESPN |
| 22 avril 2023 22h00 EDT | Rapport | Ja Morant, 45 Xavier Tillman, 12 Ja Morant, 13      | Points Rebonds Passes d.                            | Anthony Davis, 31 Anthony Davis, 17 D'Angelo Russell, 7 |  | Crypto.com Arena, Los Angeles, Californie Affluence : 18 997 Arbitres : Ed Malloy, Brian Forte, Marc Davis | ESPN |

| 24 avril 2023 22h00 EDT | Rapport | Grizzlies de Memphis 111, Lakers de Los Angeles 117                      | Grizzlies de Memphis 111, Lakers de Los Angeles 117 | Grizzlies de Memphis 111, Lakers de Los Angeles 117 | OT | Crypto.com Arena, Los Angeles, Californie Affluence : 18 997 Arbitres : Sean Wright, John Goble, Mitchell Ervin | TNT |
| 24 avril 2023 22h00 EDT | Rapport | Score par quart-temps : 23-29, 29-25, 31-27, 21-23 ; prolongation : 7-13 |                                                     |                                                     | OT | Crypto.com Arena, Los Angeles, Californie Affluence : 18 997 Arbitres : Sean Wright, John Goble, Mitchell Ervin | TNT |
| 24 avril 2023 22h00 EDT | Rapport | Score par mi-temps : 52-54, 59-63                                        |                                                     |                                                     | OT | Crypto.com Arena, Los Angeles, Californie Affluence : 18 997 Arbitres : Sean Wright, John Goble, Mitchell Ervin | TNT |
| 24 avril 2023 22h00 EDT | Rapport | Desmond Bane, 36 Jaren Jackson Jr., 14 Ja Morant, 7                      | Points Rebonds Passes d.                            | Austin Reaves, 23 LeBron James, 20 LeBron James, 7  | OT | Crypto.com Arena, Los Angeles, Californie Affluence : 18 997 Arbitres : Sean Wright, John Goble, Mitchell Ervin | TNT |

| 26 avril 2023 19h30 EDT | Rapport | Lakers de Los Angeles 99, Grizzlies de Memphis 116       | Lakers de Los Angeles 99, Grizzlies de Memphis 116 | Lakers de Los Angeles 99, Grizzlies de Memphis 116 |  | FedExForum, Memphis, Tennessee Affluence : 18 117 Arbitres : David Guthrie, Bill Kennedy, Nick Buchert | TNT |
| 26 avril 2023 19h30 EDT | Rapport | Score par quart-temps : 24-38, 28-23, 24-33, 23-22       |                                                    |                                                    |  | FedExForum, Memphis, Tennessee Affluence : 18 117 Arbitres : David Guthrie, Bill Kennedy, Nick Buchert | TNT |
| 26 avril 2023 19h30 EDT | Rapport | Score par mi-temps : 52-61, 47-55                        |                                                    |                                                    |  | FedExForum, Memphis, Tennessee Affluence : 18 117 Arbitres : David Guthrie, Bill Kennedy, Nick Buchert | TNT |
| 26 avril 2023 19h30 EDT | Rapport | Anthony Davis, 31 Anthony Davis, 19 D'Angelo Russell, 10 | Points Rebonds Passes d.                           | Desmond Bane, 33 Trois joueurs, 10 Ja Morant, 7    |  | FedExForum, Memphis, Tennessee Affluence : 18 117 Arbitres : David Guthrie, Bill Kennedy, Nick Buchert | TNT |

| 28 avril 2023 22h30 EDT | Rapport | Grizzlies de Memphis 85, Lakers de Los Angeles 125 | Grizzlies de Memphis 85, Lakers de Los Angeles 125 | Grizzlies de Memphis 85, Lakers de Los Angeles 125      |  | Crypto.com Arena, Los Angeles, Californie Affluence : 18 997 Arbitres : Tony Brothers, Kevin Scott, Sean Corbin | ESPN |
| 28 avril 2023 22h30 EDT | Rapport | Score par quart-temps : 20-31, 22-28, 25-41, 18-25 |                                                    |                                                         |  | Crypto.com Arena, Los Angeles, Californie Affluence : 18 997 Arbitres : Tony Brothers, Kevin Scott, Sean Corbin | ESPN |
| 28 avril 2023 22h30 EDT | Rapport | Score par mi-temps : 42-59, 43-66                  |                                                    |                                                         |  | Crypto.com Arena, Los Angeles, Californie Affluence : 18 997 Arbitres : Tony Brothers, Kevin Scott, Sean Corbin | ESPN |
| 28 avril 2023 22h30 EDT | Rapport | Santi Aldama, 16 Tillman, Roddy, 6 Ja Morant, 6    | Points Rebonds Passes d.                           | D'Angelo Russell, 31 Anthony Davis, 14 Austin Reaves, 8 |  | Crypto.com Arena, Los Angeles, Californie Affluence : 18 997 Arbitres : Tony Brothers, Kevin Scott, Sean Corbin | ESPN |
| 28 avril 2023 22h30 EDT | Rapport | Los Angeles remporte la série 4 à 2.               |                                                    |                                                         |  | Crypto.com Arena, Los Angeles, Californie Affluence : 18 997 Arbitres : Tony Brothers, Kevin Scott, Sean Corbin | ESPN |

Matchs de saison régulière
Los Angeles remporte la série 2 à 1.
| 20 janvier 2023 | Rapport | Grizzlies de Memphis 121, Lakers de Los Angeles 122 | Grizzlies de Memphis 121, Lakers de Los Angeles 122 | Grizzlies de Memphis 121, Lakers de Los Angeles 122 |  | Crypto.com Arena, Los Angeles, Californie |

| 28 février 2023 | Rapport | Lakers de Los Angeles 109, Grizzlies de Memphis 121 | Lakers de Los Angeles 109, Grizzlies de Memphis 121 | Lakers de Los Angeles 109, Grizzlies de Memphis 121 |  | FedExForum, Memphis, Tennessee |

| 7 mars 2023 | Rapport | Grizzlies de Memphis 103, Lakers de Los Angeles 112 | Grizzlies de Memphis 103, Lakers de Los Angeles 112 | Grizzlies de Memphis 103, Lakers de Los Angeles 112 |  | Crypto.com Arena, Los Angeles, Californie |

Dernière rencontre en playoffs
C'est la première fois que ces deux équipes se rencontrent en playoffs.

#### (3)Kings de Sacramentovs.Warriors de Golden State(6)
| 15 avril 2023 20h30 EDT | Rapport | Warriors de Golden State 123, Kings de Sacramento 126 | Warriors de Golden State 123, Kings de Sacramento 126 | Warriors de Golden State 123, Kings de Sacramento 126 |  | Golden 1 Center, Sacramento, Californie Affluence : 18 253 Arbitres : John Goble, Ed Malloy, Sean Wright | ABC |
| 15 avril 2023 20h30 EDT | Rapport | Score par quart-temps : 29-29, 32-26, 29-36, 33-35    |                                                       |                                                       |  | Golden 1 Center, Sacramento, Californie Affluence : 18 253 Arbitres : John Goble, Ed Malloy, Sean Wright | ABC |
| 15 avril 2023 20h30 EDT | Rapport | Score par mi-temps : 61-55, 62-71                     |                                                       |                                                       |  | Golden 1 Center, Sacramento, Californie Affluence : 18 253 Arbitres : John Goble, Ed Malloy, Sean Wright | ABC |
| 15 avril 2023 20h30 EDT | Rapport | Stephen Curry, 30 Green, Looney, 9 Draymond Green, 11 | Points Rebonds Passes d.                              | De'Aaron Fox, 38 Domantas Sabonis, 16 De'Aaron Fox, 5 |  | Golden 1 Center, Sacramento, Californie Affluence : 18 253 Arbitres : John Goble, Ed Malloy, Sean Wright | ABC |

| 17 avril 2023 22h00 EDT | Rapport | Warriors de Golden State 106, Kings de Sacramento 114 | Warriors de Golden State 106, Kings de Sacramento 114 | Warriors de Golden State 106, Kings de Sacramento 114 |  | Golden 1 Center, Sacramento, Californie Affluence : 18 253 Arbitres : Zach Zarba, Courtney Kirkland, Gediminas Petraitis | TNT |
| 17 avril 2023 22h00 EDT | Rapport | Score par quart-temps : 23-17, 29-41, 23-25, 31-31    |                                                       |                                                       |  | Golden 1 Center, Sacramento, Californie Affluence : 18 253 Arbitres : Zach Zarba, Courtney Kirkland, Gediminas Petraitis | TNT |
| 17 avril 2023 22h00 EDT | Rapport | Score par mi-temps : 52-58, 54-56                     |                                                       |                                                       |  | Golden 1 Center, Sacramento, Californie Affluence : 18 253 Arbitres : Zach Zarba, Courtney Kirkland, Gediminas Petraitis | TNT |
| 17 avril 2023 22h00 EDT | Rapport | Stephen Curry, 28 Kevon Looney, 7 Stephen Curry, 6    | Points Rebonds Passes d.                              | Sabonis, Fox, 24 Domantas Sabonis, 9 De'Aaron Fox, 9  |  | Golden 1 Center, Sacramento, Californie Affluence : 18 253 Arbitres : Zach Zarba, Courtney Kirkland, Gediminas Petraitis | TNT |

| 20 avril 2023 22h00 EDT | Rapport | Kings de Sacramento 97, Warriors de Golden State 114  | Kings de Sacramento 97, Warriors de Golden State 114 | Kings de Sacramento 97, Warriors de Golden State 114 |  | Chase Center, San Francisco, Californie Affluence : 18 064 Arbitres : Eric Lewis, Kevin Scott, Sean Corbin | TNT |
| 20 avril 2023 22h00 EDT | Rapport | Score par quart-temps : 20-29, 21-24, 31-31, 25-30    |                                                      |                                                      |  | Chase Center, San Francisco, Californie Affluence : 18 064 Arbitres : Eric Lewis, Kevin Scott, Sean Corbin | TNT |
| 20 avril 2023 22h00 EDT | Rapport | Score par mi-temps : 41-53, 56-61                     |                                                      |                                                      |  | Chase Center, San Francisco, Californie Affluence : 18 064 Arbitres : Eric Lewis, Kevin Scott, Sean Corbin | TNT |
| 20 avril 2023 22h00 EDT | Rapport | De'Aaron Fox, 26 Domantas Sabonis, 16 De'Aaron Fox, 9 | Points Rebonds Passes d.                             | Stephen Curry, 36 Kevon Looney, 20 Kevon Looney, 9   |  | Chase Center, San Francisco, Californie Affluence : 18 064 Arbitres : Eric Lewis, Kevin Scott, Sean Corbin | TNT |

| 23 avril 2023 15h30 EDT | Rapport | Kings de Sacramento 125, Warriors de Golden State 126 | Kings de Sacramento 125, Warriors de Golden State 126 | Kings de Sacramento 125, Warriors de Golden State 126 |  | Chase Center, San Francisco, Californie Affluence : 18 064 Arbitres : Josh Tiven, James Williams, Pat Fraher | ABC |
| 23 avril 2023 15h30 EDT | Rapport | Score par quart-temps : 32-31, 37-34, 23-37, 33-24    |                                                       |                                                       |  | Chase Center, San Francisco, Californie Affluence : 18 064 Arbitres : Josh Tiven, James Williams, Pat Fraher | ABC |
| 23 avril 2023 15h30 EDT | Rapport | Score par mi-temps : 69-65, 56-61                     |                                                       |                                                       |  | Chase Center, San Francisco, Californie Affluence : 18 064 Arbitres : Josh Tiven, James Williams, Pat Fraher | ABC |
| 23 avril 2023 15h30 EDT | Rapport | De'Aaron Fox, 38 De'Aaron Fox, 9 Domantas Sabonis, 8  | Points Rebonds Passes d.                              | Stephen Curry, 32 Kevon Looney, 14 Draymond Green, 7  |  | Chase Center, San Francisco, Californie Affluence : 18 064 Arbitres : Josh Tiven, James Williams, Pat Fraher | ABC |

| 26 avril 2023 22h00 EDT | Rapport | Warriors de Golden State 123, Kings de Sacramento 116 | Warriors de Golden State 123, Kings de Sacramento 116 | Warriors de Golden State 123, Kings de Sacramento 116 |  | Golden 1 Center, Sacramento, Californie Affluence : 18 253 Arbitres : Tony Brothers, Mark Lindsay, Tyler Ford | TNT |
| 26 avril 2023 22h00 EDT | Rapport | Score par quart-temps : 33-36, 27-20, 39-34, 24-26    |                                                       |                                                       |  | Golden 1 Center, Sacramento, Californie Affluence : 18 253 Arbitres : Tony Brothers, Mark Lindsay, Tyler Ford | TNT |
| 26 avril 2023 22h00 EDT | Rapport | Score par mi-temps : 60-56, 63-60                     |                                                       |                                                       |  | Golden 1 Center, Sacramento, Californie Affluence : 18 253 Arbitres : Tony Brothers, Mark Lindsay, Tyler Ford | TNT |
| 26 avril 2023 22h00 EDT | Rapport | Stephen Curry, 31 Kevon Looney, 22 Stephen Curry, 8   | Points Rebonds Passes d.                              | De'Aaron Fox, 24 Domantas Sabonis, 10 De'Aaron Fox, 9 |  | Golden 1 Center, Sacramento, Californie Affluence : 18 253 Arbitres : Tony Brothers, Mark Lindsay, Tyler Ford | TNT |

| 28 avril 2023 20h00 EDT | Rapport | Kings de Sacramento 118, Warriors de Golden State 99 | Kings de Sacramento 118, Warriors de Golden State 99 | Kings de Sacramento 118, Warriors de Golden State 99  |  | Chase Center, San Francisco, Californie Affluence : 18 064 Arbitres : David Guthrie, Bill Kennedy, Ben Taylor | ESPN |
| 28 avril 2023 20h00 EDT | Rapport | Score par quart-temps : 23-25, 35-26, 32-29, 28-19   |                                                      |                                                       |  | Chase Center, San Francisco, Californie Affluence : 18 064 Arbitres : David Guthrie, Bill Kennedy, Ben Taylor | ESPN |
| 28 avril 2023 20h00 EDT | Rapport | Score par mi-temps : 58-51, 60-48                    |                                                      |                                                       |  | Chase Center, San Francisco, Californie Affluence : 18 064 Arbitres : David Guthrie, Bill Kennedy, Ben Taylor | ESPN |
| 28 avril 2023 20h00 EDT | Rapport | Malik Monk, 28 Keegan Murray, 12 De'Aaron Fox, 11    | Points Rebonds Passes d.                             | Stephen Curry, 29 Kevon Looney, 13 Draymond Green, 10 |  | Chase Center, San Francisco, Californie Affluence : 18 064 Arbitres : David Guthrie, Bill Kennedy, Ben Taylor | ESPN |

| 30 avril 2023 15h30 EDT | Rapport | Warriors de Golden State 120, Kings de Sacramento 100 | Warriors de Golden State 120, Kings de Sacramento 100 | Warriors de Golden State 120, Kings de Sacramento 100     |  | Golden 1 Center, Sacramento, Californie Affluence : 18 253 Arbitres : Scott Foster, Kevin Scott, Curtis Blair | ABC |
| 30 avril 2023 15h30 EDT | Rapport | Score par quart-temps : 30-31, 26-27, 35-23, 29-19    |                                                       |                                                           |  | Golden 1 Center, Sacramento, Californie Affluence : 18 253 Arbitres : Scott Foster, Kevin Scott, Curtis Blair | ABC |
| 30 avril 2023 15h30 EDT | Rapport | Score par mi-temps : 56-58, 64-42                     |                                                       |                                                           |  | Golden 1 Center, Sacramento, Californie Affluence : 18 253 Arbitres : Scott Foster, Kevin Scott, Curtis Blair | ABC |
| 30 avril 2023 15h30 EDT | Rapport | Stephen Curry, 50 Kevon Looney, 21 Draymond Green, 8  | Points Rebonds Passes d.                              | Domantas Sabonis, 22 Huerter, Monk, 9 Domantas Sabonis, 7 |  | Golden 1 Center, Sacramento, Californie Affluence : 18 253 Arbitres : Scott Foster, Kevin Scott, Curtis Blair | ABC |
| 30 avril 2023 15h30 EDT | Rapport | Golden State remporte la série 4 à 3.                 |                                                       |                                                           |  | Golden 1 Center, Sacramento, Californie Affluence : 18 253 Arbitres : Scott Foster, Kevin Scott, Curtis Blair | ABC |

Matchs de saison régulière
Golden State remporte la série 3 à 1.
| 23 octobre 2022 | Rapport | Kings de Sacramento 125, Warriors de Golden State 130 | Kings de Sacramento 125, Warriors de Golden State 130 | Kings de Sacramento 125, Warriors de Golden State 130 |  | Chase Center, San Francisco, Californie |

| 7 novembre 2022 | Rapport | Kings de Sacramento 113, Warriors de Golden State 116 | Kings de Sacramento 113, Warriors de Golden State 116 | Kings de Sacramento 113, Warriors de Golden State 116 |  | Chase Center, San Francisco, Californie |

| 13 novembre 2022 | Rapport | Warriors de Golden State 115, Kings de Sacramento 122 | Warriors de Golden State 115, Kings de Sacramento 122 | Warriors de Golden State 115, Kings de Sacramento 122 |  | Golden 1 Center, Sacramento, Californie |

| 7 avril 2023 | Rapport | Warriors de Golden State 119, Kings de Sacramento 97 | Warriors de Golden State 119, Kings de Sacramento 97 | Warriors de Golden State 119, Kings de Sacramento 97 |  | Golden 1 Center, Sacramento, Californie |

Dernière rencontre en playoffs
Il s'agit de la première confrontation entre les deux équipes en Playoffs NBA.

#### (4)Suns de Phoenixvs.Clippers de Los Angeles(5)
| 16 avril 2023 20h00 EDT | Rapport | Clippers de Los Angeles 115, Suns de Phoenix 110       | Clippers de Los Angeles 115, Suns de Phoenix 110 | Clippers de Los Angeles 115, Suns de Phoenix 110 |  | Footprint Center, Phoenix, Arizona Affluence : 17 071 Arbitres : Marc Davis, Kevin Scott, Brian Forte | TNT |
| 16 avril 2023 20h00 EDT | Rapport | Score par quart-temps : 30-18, 29-36, 22-27, 34-29     |                                                  |                                                  |  | Footprint Center, Phoenix, Arizona Affluence : 17 071 Arbitres : Marc Davis, Kevin Scott, Brian Forte | TNT |
| 16 avril 2023 20h00 EDT | Rapport | Score par mi-temps : 59-54, 56-56                      |                                                  |                                                  |  | Footprint Center, Phoenix, Arizona Affluence : 17 071 Arbitres : Marc Davis, Kevin Scott, Brian Forte | TNT |
| 16 avril 2023 20h00 EDT | Rapport | Kawhi Leonard, 38 Ivica Zubac, 15 Russell Westbrook, 8 | Points Rebonds Passes d.                         | Kevin Durant, 27 Chris Paul, 11 Kevin Durant, 11 |  | Footprint Center, Phoenix, Arizona Affluence : 17 071 Arbitres : Marc Davis, Kevin Scott, Brian Forte | TNT |

| 18 avril 2023 22h00 EDT | Rapport | Clippers de Los Angeles 109, Suns de Phoenix 123    | Clippers de Los Angeles 109, Suns de Phoenix 123 | Clippers de Los Angeles 109, Suns de Phoenix 123   |  | Footprint Center, Phoenix, Arizona Affluence : 17 071 Arbitres : Scott Foster, Eric Lewis, JB DeRosa | TNT |
| 18 avril 2023 22h00 EDT | Rapport | Score par quart-temps : 29-24, 30-35, 28-33, 22-31  |                                                  |                                                    |  | Footprint Center, Phoenix, Arizona Affluence : 17 071 Arbitres : Scott Foster, Eric Lewis, JB DeRosa | TNT |
| 18 avril 2023 22h00 EDT | Rapport | Score par mi-temps : 59-59, 50-64                   |                                                  |                                                    |  | Footprint Center, Phoenix, Arizona Affluence : 17 071 Arbitres : Scott Foster, Eric Lewis, JB DeRosa | TNT |
| 18 avril 2023 22h00 EDT | Rapport | Kawhi Leonard, 31 Kawhi Leonard, 8 Kawhi Leonard, 7 | Points Rebonds Passes d.                         | Devin Booker, 38 Deandre Ayton, 13 Devin Booker, 9 |  | Footprint Center, Phoenix, Arizona Affluence : 17 071 Arbitres : Scott Foster, Eric Lewis, JB DeRosa | TNT |

| 20 avril 2023 22h30 EDT | Rapport | Suns de Phoenix 129, Clippers de Los Angeles 124   | Suns de Phoenix 129, Clippers de Los Angeles 124 | Suns de Phoenix 129, Clippers de Los Angeles 124            |  | Crypto.com Arena, Los Angeles, Californie Affluence : 19 068 Arbitres : David Guthrie, Bill Kennedy, Jacyn Goble | NBA TV |
| 20 avril 2023 22h30 EDT | Rapport | Score par quart-temps : 27-27, 27-24, 40-34, 35-39 |                                                  |                                                             |  | Crypto.com Arena, Los Angeles, Californie Affluence : 19 068 Arbitres : David Guthrie, Bill Kennedy, Jacyn Goble | NBA TV |
| 20 avril 2023 22h30 EDT | Rapport | Score par mi-temps : 54-51, 75-73                  |                                                  |                                                             |  | Crypto.com Arena, Los Angeles, Californie Affluence : 19 068 Arbitres : David Guthrie, Bill Kennedy, Jacyn Goble | NBA TV |
| 20 avril 2023 22h30 EDT | Rapport | Devin Booker, 45 Deandre Ayton, 11 Chris Paul, 7   | Points Rebonds Passes d.                         | Norman Powell, 42 Zubac, Westbrook, 8 Russell Westbrook, 12 |  | Crypto.com Arena, Los Angeles, Californie Affluence : 19 068 Arbitres : David Guthrie, Bill Kennedy, Jacyn Goble | NBA TV |

| 22 avril 2023 15h30 EDT | Rapport | Suns de Phoenix 112, Clippers de Los Angeles 100   | Suns de Phoenix 112, Clippers de Los Angeles 100 | Suns de Phoenix 112, Clippers de Los Angeles 100        |  | Crypto.com Arena, Los Angeles, Californie Affluence : 19 068 Arbitres : Tony Brothers, Curtis Blair, Nick Buchert | TNT |
| 22 avril 2023 15h30 EDT | Rapport | Score par quart-temps : 23-30, 25-17, 35-31, 29-22 |                                                  |                                                         |  | Crypto.com Arena, Los Angeles, Californie Affluence : 19 068 Arbitres : Tony Brothers, Curtis Blair, Nick Buchert | TNT |
| 22 avril 2023 15h30 EDT | Rapport | Score par mi-temps : 48-47, 64-53                  |                                                  |                                                         |  | Crypto.com Arena, Los Angeles, Californie Affluence : 19 068 Arbitres : Tony Brothers, Curtis Blair, Nick Buchert | TNT |
| 22 avril 2023 15h30 EDT | Rapport | Kevin Durant, 31 Deandre Ayton, 13 Chris Paul, 9   | Points Rebonds Passes d.                         | Russell Westbrook, 37 Ivica Zubac, 9 Westbrook, Mann, 4 |  | Crypto.com Arena, Los Angeles, Californie Affluence : 19 068 Arbitres : Tony Brothers, Curtis Blair, Nick Buchert | TNT |

| 25 avril 2023 22h00 EDT | Rapport | Clippers de Los Angeles 130, Suns de Phoenix 136          | Clippers de Los Angeles 130, Suns de Phoenix 136 | Clippers de Los Angeles 130, Suns de Phoenix 136    |  | Footprint Center, Phoenix, Arizona Affluence : 17 071 Arbitres : Zach Zarba, Karl Lane, Ben Taylor, Ray Acosta | TNT |
| 25 avril 2023 22h00 EDT | Rapport | Score par quart-temps : 30-32, 40-29, 24-50, 36-25        |                                                  |                                                     |  | Footprint Center, Phoenix, Arizona Affluence : 17 071 Arbitres : Zach Zarba, Karl Lane, Ben Taylor, Ray Acosta | TNT |
| 25 avril 2023 22h00 EDT | Rapport | Score par mi-temps : 70-61, 60-75                         |                                                  |                                                     |  | Footprint Center, Phoenix, Arizona Affluence : 17 071 Arbitres : Zach Zarba, Karl Lane, Ben Taylor, Ray Acosta | TNT |
| 25 avril 2023 22h00 EDT | Rapport | Norman Powell, 27 Plumlee, Zubac, 10 Russell Westbrook, 8 | Points Rebonds Passes d.                         | Devin Booker, 47 Deandre Ayton, 11 Devin Booker, 10 |  | Footprint Center, Phoenix, Arizona Affluence : 17 071 Arbitres : Zach Zarba, Karl Lane, Ben Taylor, Ray Acosta | TNT |
| 25 avril 2023 22h00 EDT | Rapport | Phoenix remporte la série 4 à 1.                          |                                                  |                                                     |  | Footprint Center, Phoenix, Arizona Affluence : 17 071 Arbitres : Zach Zarba, Karl Lane, Ben Taylor, Ray Acosta | TNT |

Matchs de saison régulière
Égalité dans la série 2 à 2.
| 23 octobre 2022 | Rapport | Suns de Phoenix 112, Clippers de Los Angeles 95 | Suns de Phoenix 112, Clippers de Los Angeles 95 | Suns de Phoenix 112, Clippers de Los Angeles 95 |  | Crypto.com Arena, Los Angeles, Californie |

| 15 décembre 2022 | Rapport | Suns de Phoenix 111, Clippers de Los Angeles 95 | Suns de Phoenix 111, Clippers de Los Angeles 95 | Suns de Phoenix 111, Clippers de Los Angeles 95 |  | Crypto.com Arena, Los Angeles, Californie |

| 16 février 2023 | Rapport | Clippers de Los Angeles 116, Suns de Phoenix 107 | Clippers de Los Angeles 116, Suns de Phoenix 107 | Clippers de Los Angeles 116, Suns de Phoenix 107 |  | Footprint Center, Phoenix, Arizona |

| 9 avril 2023 | Rapport | Clippers de Los Angeles 119, Suns de Phoenix 114 | Clippers de Los Angeles 119, Suns de Phoenix 114 | Clippers de Los Angeles 119, Suns de Phoenix 114 |  | Footprint Center, Phoenix, Arizona |

Dernière rencontre en playoffs
Finale de conférence Ouest 2021 (Phoenix gagne 4-2).

## Demi-finales de conférence

### Conférence Est

#### (2)Celtics de Bostonvs.76ers de Philadelphie(3)
| 1er mai 2023 19h30 EDT | Rapport | 76ers de Philadelphie 119, Celtics de Boston 115   | 76ers de Philadelphie 119, Celtics de Boston 115 | 76ers de Philadelphie 119, Celtics de Boston 115  |  | TD Garden, Boston, Massachusetts Affluence : 19 156 Arbitres : Courtney Kirkland, David Guthrie, Karl Lane | TNT |
| 1er mai 2023 19h30 EDT | Rapport | Score par quart-temps : 31-38, 32-28, 24-21, 32-28 |                                                  |                                                   |  | TD Garden, Boston, Massachusetts Affluence : 19 156 Arbitres : Courtney Kirkland, David Guthrie, Karl Lane | TNT |
| 1er mai 2023 19h30 EDT | Rapport | Score par mi-temps : 63-66, 56-49                  |                                                  |                                                   |  | TD Garden, Boston, Massachusetts Affluence : 19 156 Arbitres : Courtney Kirkland, David Guthrie, Karl Lane | TNT |
| 1er mai 2023 19h30 EDT | Rapport | James Harden, 45 Paul Reed, 13 James Harden, 6     | Points Rebonds Passes d.                         | Jayson Tatum, 39 Jayson Tatum, 11 Marcus Smart, 7 |  | TD Garden, Boston, Massachusetts Affluence : 19 156 Arbitres : Courtney Kirkland, David Guthrie, Karl Lane | TNT |

| 3 mai 2023 20h00 EDT | Rapport | 76ers de Philadelphie 87, Celtics de Boston 121    | 76ers de Philadelphie 87, Celtics de Boston 121 | 76ers de Philadelphie 87, Celtics de Boston 121    |  | TD Garden, Boston, Massachusetts Affluence : 19 156 Arbitres : Zach Zarba, Kevin Scott, Rodney Mott | TNT |
| 3 mai 2023 20h00 EDT | Rapport | Score par quart-temps : 22-28, 27-29, 16-35, 22-29 |                                                 |                                                    |  | TD Garden, Boston, Massachusetts Affluence : 19 156 Arbitres : Zach Zarba, Kevin Scott, Rodney Mott | TNT |
| 3 mai 2023 20h00 EDT | Rapport | Score par mi-temps : 49-57, 38-64                  |                                                 |                                                    |  | TD Garden, Boston, Massachusetts Affluence : 19 156 Arbitres : Zach Zarba, Kevin Scott, Rodney Mott | TNT |
| 3 mai 2023 20h00 EDT | Rapport | Tobias Harris, 16 James Harden, 10 James Harden, 4 | Points Rebonds Passes d.                        | Jaylen Brown, 25 Trois joueurs, 7 Trois joueurs, 4 |  | TD Garden, Boston, Massachusetts Affluence : 19 156 Arbitres : Zach Zarba, Kevin Scott, Rodney Mott | TNT |

| 5 mai 2023 19h30 EDT | Rapport | Celtics de Boston 114, 76ers de Philadelphie 102     | Celtics de Boston 114, 76ers de Philadelphie 102 | Celtics de Boston 114, 76ers de Philadelphie 102 |  | Wells Fargo Center, Philadelphie, Pennsylvanie Affluence : 21 290 Arbitres : Scott Foster, Ben Taylor, Mark Lindsay | ESPN |
| 5 mai 2023 19h30 EDT | Rapport | Score par quart-temps : 28-29, 29-21, 31-27, 26-25   |                                                  |                                                  |  | Wells Fargo Center, Philadelphie, Pennsylvanie Affluence : 21 290 Arbitres : Scott Foster, Ben Taylor, Mark Lindsay | ESPN |
| 5 mai 2023 19h30 EDT | Rapport | Score par mi-temps : 57-50, 57-52                    |                                                  |                                                  |  | Wells Fargo Center, Philadelphie, Pennsylvanie Affluence : 21 290 Arbitres : Scott Foster, Ben Taylor, Mark Lindsay | ESPN |
| 5 mai 2023 19h30 EDT | Rapport | Jayson Tatum, 27 Jayson Tatum, 10 Malcolm Brogdon, 6 | Points Rebonds Passes d.                         | Joel Embiid, 30 Joel Embiid, 13 James Harden, 11 |  | Wells Fargo Center, Philadelphie, Pennsylvanie Affluence : 21 290 Arbitres : Scott Foster, Ben Taylor, Mark Lindsay | ESPN |

| 7 mai 2023 15h30 EDT | Rapport | Celtics de Boston 115, 76ers de Philadelphie 116                        | Celtics de Boston 115, 76ers de Philadelphie 116 | Celtics de Boston 115, 76ers de Philadelphie 116 | OT | Wells Fargo Center, Philadelphie, Pennsylvanie Affluence : 21 264 Arbitres : John Goble, James Williams, Gediminas Petraitis | ESPN |
| 7 mai 2023 15h30 EDT | Rapport | Score par quart-temps : 19-27, 31-32, 33-33, 24-15 ; prolongation : 8-9 |                                                  |                                                  | OT | Wells Fargo Center, Philadelphie, Pennsylvanie Affluence : 21 264 Arbitres : John Goble, James Williams, Gediminas Petraitis | ESPN |
| 7 mai 2023 15h30 EDT | Rapport | Score par mi-temps : 50-59, 65-57                                       |                                                  |                                                  | OT | Wells Fargo Center, Philadelphie, Pennsylvanie Affluence : 21 264 Arbitres : John Goble, James Williams, Gediminas Petraitis | ESPN |
| 7 mai 2023 15h30 EDT | Rapport | Jayson Tatum, 24 Jayson Tatum, 18 Marcus Smart, 7                       | Points Rebonds Passes d.                         | James Harden, 42 Joel Embiid, 13 James Harden, 9 | OT | Wells Fargo Center, Philadelphie, Pennsylvanie Affluence : 21 264 Arbitres : John Goble, James Williams, Gediminas Petraitis | ESPN |

| 9 mai 2023 19h30 EDT | Rapport | 76ers de Philadelphie 115, Celtics de Boston 103   | 76ers de Philadelphie 115, Celtics de Boston 103 | 76ers de Philadelphie 115, Celtics de Boston 103  |  | TD Garden, Boston, Massachusetts Affluence : 19 156 Arbitres : Marc Davis, Josh Tiven, Tyler Ford | TNT |
| 9 mai 2023 19h30 EDT | Rapport | Score par quart-temps : 33-26, 25-23, 30-23, 27-31 |                                                  |                                                   |  | TD Garden, Boston, Massachusetts Affluence : 19 156 Arbitres : Marc Davis, Josh Tiven, Tyler Ford | TNT |
| 9 mai 2023 19h30 EDT | Rapport | Score par mi-temps : 58-49, 57-54                  |                                                  |                                                   |  | TD Garden, Boston, Massachusetts Affluence : 19 156 Arbitres : Marc Davis, Josh Tiven, Tyler Ford | TNT |
| 9 mai 2023 19h30 EDT | Rapport | Joel Embiid, 33 Tobias Harris, 11 James Harden, 10 | Points Rebonds Passes d.                         | Jayson Tatum, 36 Jayson Tatum, 10 Jayson Tatum, 5 |  | TD Garden, Boston, Massachusetts Affluence : 19 156 Arbitres : Marc Davis, Josh Tiven, Tyler Ford | TNT |

| 11 mai 2023 19h30 EDT | Rapport | Celtics de Boston 95, 76ers de Philadelphie 86     | Celtics de Boston 95, 76ers de Philadelphie 86 | Celtics de Boston 95, 76ers de Philadelphie 86    |  | Wells Fargo Center, Philadelphie, Pennsylvanie Affluence : 21 337 Arbitres : David Guthrie, Ed Malloy, Curtis Blair | ESPN |
| 11 mai 2023 19h30 EDT | Rapport | Score par quart-temps : 29-22, 21-21, 21-30, 24-13 |                                                |                                                   |  | Wells Fargo Center, Philadelphie, Pennsylvanie Affluence : 21 337 Arbitres : David Guthrie, Ed Malloy, Curtis Blair | ESPN |
| 11 mai 2023 19h30 EDT | Rapport | Score par mi-temps : 50-43, 45-43                  |                                                |                                                   |  | Wells Fargo Center, Philadelphie, Pennsylvanie Affluence : 21 337 Arbitres : David Guthrie, Ed Malloy, Curtis Blair | ESPN |
| 11 mai 2023 19h30 EDT | Rapport | Marcus Smart, 22 Al Horford, 11 Marcus Smart, 7    | Points Rebonds Passes d.                       | Embiid, Maxey, 26 Joel Embiid, 10 James Harden, 9 |  | Wells Fargo Center, Philadelphie, Pennsylvanie Affluence : 21 337 Arbitres : David Guthrie, Ed Malloy, Curtis Blair | ESPN |

| 14 mai 2023 15h30 EDT | Rapport | 76ers de Philadelphie 88, Celtics de Boston 112    | 76ers de Philadelphie 88, Celtics de Boston 112 | 76ers de Philadelphie 88, Celtics de Boston 112   |  | TD Garden, Boston, Massachusetts Affluence : 19 156 Arbitres : Scott Foster, Eric Lewis, Bill Kennedy | ABC |
| 14 mai 2023 15h30 EDT | Rapport | Score par quart-temps : 29-23, 23-32, 10-33, 26-24 |                                                 |                                                   |  | TD Garden, Boston, Massachusetts Affluence : 19 156 Arbitres : Scott Foster, Eric Lewis, Bill Kennedy | ABC |
| 14 mai 2023 15h30 EDT | Rapport | Score par mi-temps : 52-55, 36-57                  |                                                 |                                                   |  | TD Garden, Boston, Massachusetts Affluence : 19 156 Arbitres : Scott Foster, Eric Lewis, Bill Kennedy | ABC |
| 14 mai 2023 15h30 EDT | Rapport | Tobias Harris, 19 Joel Embiid, 8 James Harden, 7   | Points Rebonds Passes d.                        | Jayson Tatum, 51 Jayson Tatum, 13 Jayson Tatum, 5 |  | TD Garden, Boston, Massachusetts Affluence : 19 156 Arbitres : Scott Foster, Eric Lewis, Bill Kennedy | ABC |
| 14 mai 2023 15h30 EDT | Rapport | Boston remporte la série 4 à 3.                    |                                                 |                                                   |  | TD Garden, Boston, Massachusetts Affluence : 19 156 Arbitres : Scott Foster, Eric Lewis, Bill Kennedy | ABC |

Matchs de saison régulière
Boston remporte la série 3 à 1.
| 18 octobre 2022 | Rapport | 76ers de Philadelphie 117, Celtics de Boston 126 | 76ers de Philadelphie 117, Celtics de Boston 126 | 76ers de Philadelphie 117, Celtics de Boston 126 |  | TD Garden, Boston, Massachusetts |

| 8 février 2023 | Rapport | 76ers de Philadelphie 99, Celtics de Boston 106 | 76ers de Philadelphie 99, Celtics de Boston 106 | 76ers de Philadelphie 99, Celtics de Boston 106 |  | TD Garden, Boston, Massachusetts |

| 25 février 2023 | Rapport | Celtics de Boston 110, 76ers de Philadelphie 107 | Celtics de Boston 110, 76ers de Philadelphie 107 | Celtics de Boston 110, 76ers de Philadelphie 107 |  | Wells Fargo Center, Philadelphie, Pennsylvanie |

| 4 avril 2023 | Rapport | Celtics de Boston 101, 76ers de Philadelphie 103 | Celtics de Boston 101, 76ers de Philadelphie 103 | Celtics de Boston 101, 76ers de Philadelphie 103 |  | Wells Fargo Center, Philadelphie, Pennsylvanie |

Dernière rencontre en playoffs
Premier tour de conférence Est 2020 (Boston gagne 4-0).

#### (5)Knicks de New Yorkvs.Heat de Miami(8)
| 30 avril 2023 13h00 EDT | Rapport | Heat de Miami 108, Knicks de New York 101          | Heat de Miami 108, Knicks de New York 101 | Heat de Miami 108, Knicks de New York 101                |  | Madison Square Garden, New York, New York Affluence : 19 812 Arbitres : Tony Brothers, Bill Kennedy, Tyler Ford | ABC |
| 30 avril 2023 13h00 EDT | Rapport | Score par quart-temps : 21-32, 29-23, 31-20, 27-26 |                                           |                                                          |  | Madison Square Garden, New York, New York Affluence : 19 812 Arbitres : Tony Brothers, Bill Kennedy, Tyler Ford | ABC |
| 30 avril 2023 13h00 EDT | Rapport | Score par mi-temps : 50-55, 58-46                  |                                           |                                                          |  | Madison Square Garden, New York, New York Affluence : 19 812 Arbitres : Tony Brothers, Bill Kennedy, Tyler Ford | ABC |
| 30 avril 2023 13h00 EDT | Rapport | Jimmy Butler, 25 Jimmy Butler, 11 Kyle Lowry, 6    | Points Rebonds Passes d.                  | R. J. Barrett, 26 Mitchell Robinson, 14 R. J. Barrett, 7 |  | Madison Square Garden, New York, New York Affluence : 19 812 Arbitres : Tony Brothers, Bill Kennedy, Tyler Ford | ABC |

| 2 mai 2023 19h30 EDT | Rapport | Heat de Miami 105, Knicks de New York 111            | Heat de Miami 105, Knicks de New York 111 | Heat de Miami 105, Knicks de New York 111        |  | Madison Square Garden, New York, New York Affluence : 19 812 Arbitres : Scott Foster, Curtis Blair, Mark Lindsay | TNT |
| 2 mai 2023 19h30 EDT | Rapport | Score par quart-temps : 29-31, 25-20, 23-25, 28-35   |                                           |                                                  |  | Madison Square Garden, New York, New York Affluence : 19 812 Arbitres : Scott Foster, Curtis Blair, Mark Lindsay | TNT |
| 2 mai 2023 19h30 EDT | Rapport | Score par mi-temps : 54-51, 51-60                    |                                           |                                                  |  | Madison Square Garden, New York, New York Affluence : 19 812 Arbitres : Scott Foster, Curtis Blair, Mark Lindsay | TNT |
| 2 mai 2023 19h30 EDT | Rapport | Caleb Martin, 22 Martin, Adebayo, 8 Adebayo, Lowry 6 | Points Rebonds Passes d.                  | Jalen Brunson, 30 Julius Randle, 12 Josh Hart, 9 |  | Madison Square Garden, New York, New York Affluence : 19 812 Arbitres : Scott Foster, Curtis Blair, Mark Lindsay | TNT |

| 6 mai 2023 15h30 EDT | Rapport | Knicks de New York 86, Heat de Miami 105             | Knicks de New York 86, Heat de Miami 105 | Knicks de New York 86, Heat de Miami 105          |  | Kaseya Center, Miami, Floride Affluence : 19 927 Arbitres : Marc Davis, Brian Forte, Josh Tiven | ABC |
| 6 mai 2023 15h30 EDT | Rapport | Score par quart-temps : 21-29, 23-29, 26-29, 16-18   |                                          |                                                   |  | Kaseya Center, Miami, Floride Affluence : 19 927 Arbitres : Marc Davis, Brian Forte, Josh Tiven | ABC |
| 6 mai 2023 15h30 EDT | Rapport | Score par mi-temps : 44-58, 42-47                    |                                          |                                                   |  | Kaseya Center, Miami, Floride Affluence : 19 927 Arbitres : Marc Davis, Brian Forte, Josh Tiven | ABC |
| 6 mai 2023 15h30 EDT | Rapport | Jalen Brunson, 20 Julius Randle, 14 Jalen Brunson, 7 | Points Rebonds Passes d.                 | Jimmy Butler, 28 Bam Adebayo, 12 Trois joueurs, 4 |  | Kaseya Center, Miami, Floride Affluence : 19 927 Arbitres : Marc Davis, Brian Forte, Josh Tiven | ABC |

| 8 mai 2023 19h30 EDT | Rapport | Knicks de New York 101, Heat de Miami 109            | Knicks de New York 101, Heat de Miami 109 | Knicks de New York 101, Heat de Miami 109         |  | Kaseya Center, Miami, Floride Affluence : 19 769 Arbitres : Zach Zarba, Courtney Kirkland, Ben Taylor | TNT |
| 8 mai 2023 19h30 EDT | Rapport | Score par quart-temps : 30-31, 18-25, 33-34, 20-19   |                                           |                                                   |  | Kaseya Center, Miami, Floride Affluence : 19 769 Arbitres : Zach Zarba, Courtney Kirkland, Ben Taylor | TNT |
| 8 mai 2023 19h30 EDT | Rapport | Score par mi-temps : 48-56, 53-53                    |                                           |                                                   |  | Kaseya Center, Miami, Floride Affluence : 19 769 Arbitres : Zach Zarba, Courtney Kirkland, Ben Taylor | TNT |
| 8 mai 2023 19h30 EDT | Rapport | Jalen Brunson, 32 Julius Randle, 9 Jalen Brunson, 11 | Points Rebonds Passes d.                  | Jimmy Butler, 27 Bam Adebayo, 13 Jimmy Butler, 10 |  | Kaseya Center, Miami, Floride Affluence : 19 769 Arbitres : Zach Zarba, Courtney Kirkland, Ben Taylor | TNT |

| 10 mai 2023 19h30 EDT | Rapport | Heat de Miami 103, Knicks de New York 112          | Heat de Miami 103, Knicks de New York 112 | Heat de Miami 103, Knicks de New York 112                |  | Madison Square Garden, New York, New York Affluence : 19 812 Arbitres : John Goble, Eric Lewis, Karl Lane | TNT |
| 10 mai 2023 19h30 EDT | Rapport | Score par quart-temps : 24-14, 23-36, 27-34, 29-28 |                                           |                                                          |  | Madison Square Garden, New York, New York Affluence : 19 812 Arbitres : John Goble, Eric Lewis, Karl Lane | TNT |
| 10 mai 2023 19h30 EDT | Rapport | Score par mi-temps : 47-50, 56-62                  |                                           |                                                          |  | Madison Square Garden, New York, New York Affluence : 19 812 Arbitres : John Goble, Eric Lewis, Karl Lane | TNT |
| 10 mai 2023 19h30 EDT | Rapport | Jimmy Butler, 19 Bam Adebayo, 8 Jimmy Butler, 9    | Points Rebonds Passes d.                  | Jalen Brunson, 38 Mitchell Robinson, 11 Jalen Brunson, 7 |  | Madison Square Garden, New York, New York Affluence : 19 812 Arbitres : John Goble, Eric Lewis, Karl Lane | TNT |

| 12 mai 2023 19h30 EDT | Rapport | Knicks de New York 92, Heat de Miami 96                 | Knicks de New York 92, Heat de Miami 96 | Knicks de New York 92, Heat de Miami 96       |  | Kaseya Center, Miami, Floride Affluence : 19 737 Arbitres : Scott Foster, Kevin Scott, Tre Maddox | ESPN |
| 12 mai 2023 19h30 EDT | Rapport | Score par quart-temps : 31-24, 19-27, 21-23, 21-22      |                                         |                                               |  | Kaseya Center, Miami, Floride Affluence : 19 737 Arbitres : Scott Foster, Kevin Scott, Tre Maddox | ESPN |
| 12 mai 2023 19h30 EDT | Rapport | Score par mi-temps : 50-51, 42-45                       |                                         |                                               |  | Kaseya Center, Miami, Floride Affluence : 19 737 Arbitres : Scott Foster, Kevin Scott, Tre Maddox | ESPN |
| 12 mai 2023 19h30 EDT | Rapport | Jalen Brunson, 41 Randle, Robinson, 11 Trois joueurs, 3 | Points Rebonds Passes d.                | Jimmy Butler, 24 Bam Adebayo, 9 Kyle Lowry, 9 |  | Kaseya Center, Miami, Floride Affluence : 19 737 Arbitres : Scott Foster, Kevin Scott, Tre Maddox | ESPN |
| 12 mai 2023 19h30 EDT | Rapport | Miami remporte la série 4 à 2.                          |                                         |                                               |  | Kaseya Center, Miami, Floride Affluence : 19 737 Arbitres : Scott Foster, Kevin Scott, Tre Maddox | ESPN |

Matchs de saison régulière
New York remporte la série 3 à 1.
| 2 février 2023 | Rapport | Heat de Miami 104, Knicks de New York 106 | Heat de Miami 104, Knicks de New York 106 | Heat de Miami 104, Knicks de New York 106 |  | Madison Square Garden, New York, New York |

| 3 mars 2023 | Rapport | Knicks de New York 122, Heat de Miami 120 | Knicks de New York 122, Heat de Miami 120 | Knicks de New York 122, Heat de Miami 120 |  | Kaseya Center, Miami, Floride |

| 22 mars 2023 | Rapport | Knicks de New York 120, Heat de Miami 127 | Knicks de New York 120, Heat de Miami 127 | Knicks de New York 120, Heat de Miami 127 |  | Kaseya Center, Miami, Floride |

| 29 mars 2023 | Rapport | Heat de Miami 92, Knicks de New York 101 | Heat de Miami 92, Knicks de New York 101 | Heat de Miami 92, Knicks de New York 101 |  | Madison Square Garden, New York, New York |

Dernière rencontre en playoffs
Premier tour de conférence Est 2012 (Miami gagne 4-1).

### Conférence Ouest

#### (1)Nuggets de Denvervs.Suns de Phoenix(4)
| 29 avril 2023 20h30 EDT | Rapport | Suns de Phoenix 107, Nuggets de Denver 125         | Suns de Phoenix 107, Nuggets de Denver 125 | Suns de Phoenix 107, Nuggets de Denver 125        |  | Ball Arena, Denver, Colorado Affluence : 19 762 Arbitres : Marc Davis, Josh Tiven, Tre Maddox | TNT |
| 29 avril 2023 20h30 EDT | Rapport | Score par quart-temps : 32-31, 19-37, 30-26, 26-31 |                                            |                                                   |  | Ball Arena, Denver, Colorado Affluence : 19 762 Arbitres : Marc Davis, Josh Tiven, Tre Maddox | TNT |
| 29 avril 2023 20h30 EDT | Rapport | Score par mi-temps : 51-68, 56-57                  |                                            |                                                   |  | Ball Arena, Denver, Colorado Affluence : 19 762 Arbitres : Marc Davis, Josh Tiven, Tre Maddox | TNT |
| 29 avril 2023 20h30 EDT | Rapport | Kevin Durant, 29 Kevin Durant, 14 Devin Booker, 8  | Points Rebonds Passes d.                   | Jamal Murray, 34 Nikola Jokić, 19 Jamal Murray, 9 |  | Ball Arena, Denver, Colorado Affluence : 19 762 Arbitres : Marc Davis, Josh Tiven, Tre Maddox | TNT |

| 1er mai 2023 22h00 EDT | Rapport | Suns de Phoenix 87, Nuggets de Denver 97           | Suns de Phoenix 87, Nuggets de Denver 97 | Suns de Phoenix 87, Nuggets de Denver 97          |  | Ball Arena, Denver, Colorado Affluence : 19 592 Arbitres : John Goble, Eric Lewis, Sean Wright | TNT |
| 1er mai 2023 22h00 EDT | Rapport | Score par quart-temps : 21-18, 21-22, 31-30, 14-27 |                                          |                                                   |  | Ball Arena, Denver, Colorado Affluence : 19 592 Arbitres : John Goble, Eric Lewis, Sean Wright | TNT |
| 1er mai 2023 22h00 EDT | Rapport | Score par mi-temps : 42-40, 45-57                  |                                          |                                                   |  | Ball Arena, Denver, Colorado Affluence : 19 592 Arbitres : John Goble, Eric Lewis, Sean Wright | TNT |
| 1er mai 2023 22h00 EDT | Rapport | Devin Booker, 35 Durant, Ayton, 8 Booker, Paul, 6  | Points Rebonds Passes d.                 | Nikola Jokić, 39 Nikola Jokić, 16 Jamal Murray, 8 |  | Ball Arena, Denver, Colorado Affluence : 19 592 Arbitres : John Goble, Eric Lewis, Sean Wright | TNT |

| 5 mai 2023 22h00 EDT | Rapport | Nuggets de Denver 114, Suns de Phoenix 121         | Nuggets de Denver 114, Suns de Phoenix 121 | Nuggets de Denver 114, Suns de Phoenix 121        |  | Footprint Center, Phoenix, Arizona Affluence : 17 071 Arbitres : Zach Zarba, James Williams, Sean Corbin | ESPN |
| 5 mai 2023 22h00 EDT | Rapport | Score par quart-temps : 31-29, 21-38, 36-23, 26-31 |                                            |                                                   |  | Footprint Center, Phoenix, Arizona Affluence : 17 071 Arbitres : Zach Zarba, James Williams, Sean Corbin | ESPN |
| 5 mai 2023 22h00 EDT | Rapport | Score par mi-temps : 52-67, 62-54                  |                                            |                                                   |  | Footprint Center, Phoenix, Arizona Affluence : 17 071 Arbitres : Zach Zarba, James Williams, Sean Corbin | ESPN |
| 5 mai 2023 22h00 EDT | Rapport | Jamal Murray, 32 Nikola Jokić, 17 Nikola Jokić, 17 | Points Rebonds Passes d.                   | Devin Booker, 47 Trois joueurs, 9 Devin Booker, 9 |  | Footprint Center, Phoenix, Arizona Affluence : 17 071 Arbitres : Zach Zarba, James Williams, Sean Corbin | ESPN |

| 7 mai 2023 20h00 EDT | Rapport | Nuggets de Denver 124, Suns de Phoenix 129               | Nuggets de Denver 124, Suns de Phoenix 129 | Nuggets de Denver 124, Suns de Phoenix 129           |  | Footprint Center, Phoenix, Arizona Affluence : 17 071 Arbitres : Tony Brothers, Ed Malloy, Jacyn Goble | TNT |
| 7 mai 2023 20h00 EDT | Rapport | Score par quart-temps : 34-32, 27-31, 31-35, 32-31       |                                            |                                                      |  | Footprint Center, Phoenix, Arizona Affluence : 17 071 Arbitres : Tony Brothers, Ed Malloy, Jacyn Goble | TNT |
| 7 mai 2023 20h00 EDT | Rapport | Score par mi-temps : 61-63, 63-66                        |                                            |                                                      |  | Footprint Center, Phoenix, Arizona Affluence : 17 071 Arbitres : Tony Brothers, Ed Malloy, Jacyn Goble | TNT |
| 7 mai 2023 20h00 EDT | Rapport | Nikola Jokić, 53 Michael Porter Jr., 10 Nikola Jokić, 11 | Points Rebonds Passes d.                   | Booker, Durant, 36 Kevin Durant, 11 Devin Booker, 12 |  | Footprint Center, Phoenix, Arizona Affluence : 17 071 Arbitres : Tony Brothers, Ed Malloy, Jacyn Goble | TNT |

| 9 mai 2023 22h00 EDT | Rapport | Suns de Phoenix 102, Nuggets de Denver 118         | Suns de Phoenix 102, Nuggets de Denver 118 | Suns de Phoenix 102, Nuggets de Denver 118         |  | Ball Arena, Denver, Colorado Affluence : 19 773 Arbitres : Bill Kennedy, David Guthrie, Brian Forte | TNT |
| 9 mai 2023 22h00 EDT | Rapport | Score par quart-temps : 24-35, 25-17, 25-39, 28-27 |                                            |                                                    |  | Ball Arena, Denver, Colorado Affluence : 19 773 Arbitres : Bill Kennedy, David Guthrie, Brian Forte | TNT |
| 9 mai 2023 22h00 EDT | Rapport | Score par mi-temps : 49-52, 53-66                  |                                            |                                                    |  | Ball Arena, Denver, Colorado Affluence : 19 773 Arbitres : Bill Kennedy, David Guthrie, Brian Forte | TNT |
| 9 mai 2023 22h00 EDT | Rapport | Devin Booker, 28 Kevin Durant, 11 Kevin Durant, 7  | Points Rebonds Passes d.                   | Nikola Jokić, 29 Nikola Jokić, 13 Nikola Jokić, 12 |  | Ball Arena, Denver, Colorado Affluence : 19 773 Arbitres : Bill Kennedy, David Guthrie, Brian Forte | TNT |

| 11 mai 2023 22h00 EDT | Rapport | Nuggets de Denver 125, Suns de Phoenix 100         | Nuggets de Denver 125, Suns de Phoenix 100 | Nuggets de Denver 125, Suns de Phoenix 100         |  | Footprint Center, Phoenix, Arizona Affluence : 17 071 Arbitres : Marc Davis, Ben Taylor, Tyler Ford | ESPN |
| 11 mai 2023 22h00 EDT | Rapport | Score par quart-temps : 44-26, 37-25, 22-25, 22-24 |                                            |                                                    |  | Footprint Center, Phoenix, Arizona Affluence : 17 071 Arbitres : Marc Davis, Ben Taylor, Tyler Ford | ESPN |
| 11 mai 2023 22h00 EDT | Rapport | Score par mi-temps : 81-51, 44-49                  |                                            |                                                    |  | Footprint Center, Phoenix, Arizona Affluence : 17 071 Arbitres : Marc Davis, Ben Taylor, Tyler Ford | ESPN |
| 11 mai 2023 22h00 EDT | Rapport | Nikola Jokić, 32 Nikola Jokić, 10 Nikola Jokić, 12 | Points Rebonds Passes d.                   | Cameron Payne, 31 Payne, Shamet, 6 Devin Booker, 8 |  | Footprint Center, Phoenix, Arizona Affluence : 17 071 Arbitres : Marc Davis, Ben Taylor, Tyler Ford | ESPN |
| 11 mai 2023 22h00 EDT | Rapport | Denver remporte la série 4 à 2.                    |                                            |                                                    |  | Footprint Center, Phoenix, Arizona Affluence : 17 071 Arbitres : Marc Davis, Ben Taylor, Tyler Ford | ESPN |

Matchs de saison régulière
Égalité dans la série 2 à 2.
| 25 décembre 2022 | Rapport | Suns de Phoenix 125, Nuggets de Denver 128 | Suns de Phoenix 125, Nuggets de Denver 128 | Suns de Phoenix 125, Nuggets de Denver 128 |  | Ball Arena, Denver, Colorado |

| 11 janvier 2023 | Rapport | Suns de Phoenix 97, Nuggets de Denver 126 | Suns de Phoenix 97, Nuggets de Denver 126 | Suns de Phoenix 97, Nuggets de Denver 126 |  | Ball Arena, Denver, Colorado |

| 31 mars 2023 | Rapport | Nuggets de Denver 93, Suns de Phoenix 100 | Nuggets de Denver 93, Suns de Phoenix 100 | Nuggets de Denver 93, Suns de Phoenix 100 |  | Footprint Center, Phoenix, Arizona |

| 6 avril 2023 | Rapport | Nuggets de Denver 115, Suns de Phoenix 119 | Nuggets de Denver 115, Suns de Phoenix 119 | Nuggets de Denver 115, Suns de Phoenix 119 |  | Footprint Center, Phoenix, Arizona |

Dernière rencontre en playoffs
Demi-finale de conférence Ouest 2021 (Phoenix gagne 4-0).

#### (6)Warriors de Golden Statevs.Lakers de Los Angeles(7)
| 2 mai 2023 22h00 EDT | Rapport | Lakers de Los Angeles 117, Warriors de Golden State 112 | Lakers de Los Angeles 117, Warriors de Golden State 112 | Lakers de Los Angeles 117, Warriors de Golden State 112 |  | Chase Center, San Francisco, Californie Affluence : 18 064 Arbitres : Marc Davis, Ed Malloy, Nick Buchert | TNT |
| 2 mai 2023 22h00 EDT | Rapport | Score par quart-temps : 29-31, 36-33, 31-24, 21-24      |                                                         |                                                         |  | Chase Center, San Francisco, Californie Affluence : 18 064 Arbitres : Marc Davis, Ed Malloy, Nick Buchert | TNT |
| 2 mai 2023 22h00 EDT | Rapport | Score par mi-temps : 65-64, 52-48                       |                                                         |                                                         |  | Chase Center, San Francisco, Californie Affluence : 18 064 Arbitres : Marc Davis, Ed Malloy, Nick Buchert | TNT |
| 2 mai 2023 22h00 EDT | Rapport | Anthony Davis, 30 Anthony Davis, 23 D'Angelo Russell, 6 | Points Rebonds Passes d.                                | Stephen Curry, 27 Kevon Looney, 23 Draymond Green, 7    |  | Chase Center, San Francisco, Californie Affluence : 18 064 Arbitres : Marc Davis, Ed Malloy, Nick Buchert | TNT |

| 4 mai 2023 21h00 EDT | Rapport | Lakers de Los Angeles 100, Warriors de Golden State 127 | Lakers de Los Angeles 100, Warriors de Golden State 127 | Lakers de Los Angeles 100, Warriors de Golden State 127 |  | Chase Center, San Francisco, Californie Affluence : 18 064 Arbitres : Tony Brothers, Pat Fraher, Eric Lewis | ESPN |
| 4 mai 2023 21h00 EDT | Rapport | Score par quart-temps : 33-26, 23-41, 24-43, 20-17      |                                                         |                                                         |  | Chase Center, San Francisco, Californie Affluence : 18 064 Arbitres : Tony Brothers, Pat Fraher, Eric Lewis | ESPN |
| 4 mai 2023 21h00 EDT | Rapport | Score par mi-temps : 56-67, 44-60                       |                                                         |                                                         |  | Chase Center, San Francisco, Californie Affluence : 18 064 Arbitres : Tony Brothers, Pat Fraher, Eric Lewis | ESPN |
| 4 mai 2023 21h00 EDT | Rapport | LeBron James, 23 James, Davis, 7 D'Angelo Russell, 8    | Points Rebonds Passes d.                                | Klay Thompson, 30 Draymond Green, 11 Stephen Curry, 12  |  | Chase Center, San Francisco, Californie Affluence : 18 064 Arbitres : Tony Brothers, Pat Fraher, Eric Lewis | ESPN |

| 6 mai 2023 20h30 EDT | Rapport | Warriors de Golden State 97, Lakers de Los Angeles 127 | Warriors de Golden State 97, Lakers de Los Angeles 127 | Warriors de Golden State 97, Lakers de Los Angeles 127 |  | Crypto.com Arena, Los Angeles, Californie Affluence : 18 997 Arbitres : David Guthrie, Bill Kennedy, Mitchell Ervin | ABC |
| 6 mai 2023 20h30 EDT | Rapport | Score par quart-temps : 30-23, 18-36, 20-27, 29-41     |                                                        |                                                        |  | Crypto.com Arena, Los Angeles, Californie Affluence : 18 997 Arbitres : David Guthrie, Bill Kennedy, Mitchell Ervin | ABC |
| 6 mai 2023 20h30 EDT | Rapport | Score par mi-temps : 48-59, 49-68                      |                                                        |                                                        |  | Crypto.com Arena, Los Angeles, Californie Affluence : 18 997 Arbitres : David Guthrie, Bill Kennedy, Mitchell Ervin | ABC |
| 6 mai 2023 20h30 EDT | Rapport | Stephen Curry, 23 Andrew Wiggins, 9 Jordan Poole, 6    | Points Rebonds Passes d.                               | Anthony Davis, 25 Anthony Davis, 13 LeBron James, 8    |  | Crypto.com Arena, Los Angeles, Californie Affluence : 18 997 Arbitres : David Guthrie, Bill Kennedy, Mitchell Ervin | ABC |

| 8 mai 2023 22h00 EDT | Rapport | Warriors de Golden State 101, Lakers de Los Angeles 104 | Warriors de Golden State 101, Lakers de Los Angeles 104 | Warriors de Golden State 101, Lakers de Los Angeles 104 |  | Crypto.com Arena, Los Angeles, Californie Affluence : 18 997 Arbitres : Scott Foster, Curtis Blair, Kevin Scott | TNT |
| 8 mai 2023 22h00 EDT | Rapport | Score par quart-temps : 21-22, 31-27, 32-28, 17-27      |                                                         |                                                         |  | Crypto.com Arena, Los Angeles, Californie Affluence : 18 997 Arbitres : Scott Foster, Curtis Blair, Kevin Scott | TNT |
| 8 mai 2023 22h00 EDT | Rapport | Score par mi-temps : 52-49, 49-55                       |                                                         |                                                         |  | Crypto.com Arena, Los Angeles, Californie Affluence : 18 997 Arbitres : Scott Foster, Curtis Blair, Kevin Scott | TNT |
| 8 mai 2023 22h00 EDT | Rapport | Stephen Curry, 31 Green, Curry, 10 Stephen Curry, 14    | Points Rebonds Passes d.                                | LeBron James, 27 Anthony Davis, 15 LeBron James, 6      |  | Crypto.com Arena, Los Angeles, Californie Affluence : 18 997 Arbitres : Scott Foster, Curtis Blair, Kevin Scott | TNT |

| 10 mai 2023 22h00 EDT | Rapport | Lakers de Los Angeles 106, Warriors de Golden State 121 | Lakers de Los Angeles 106, Warriors de Golden State 121 | Lakers de Los Angeles 106, Warriors de Golden State 121 |  | Chase Center, San Francisco, Californie Affluence : 18 064 Arbitres : Zach Zarba, James Williams, Gediminas Petraitis | TNT |
| 10 mai 2023 22h00 EDT | Rapport | Score par quart-temps : 28-32, 31-38, 23-23, 24-28      |                                                         |                                                         |  | Chase Center, San Francisco, Californie Affluence : 18 064 Arbitres : Zach Zarba, James Williams, Gediminas Petraitis | TNT |
| 10 mai 2023 22h00 EDT | Rapport | Score par mi-temps : 59-70, 47-51                       |                                                         |                                                         |  | Chase Center, San Francisco, Californie Affluence : 18 064 Arbitres : Zach Zarba, James Williams, Gediminas Petraitis | TNT |
| 10 mai 2023 22h00 EDT | Rapport | LeBron James, 25 James, Davis, 9 Austin Reaves, 5       | Points Rebonds Passes d.                                | Stephen Curry, 27 Draymond Green, 10 Stephen Curry, 8   |  | Chase Center, San Francisco, Californie Affluence : 18 064 Arbitres : Zach Zarba, James Williams, Gediminas Petraitis | TNT |

| 12 mai 2023 22h00 EDT | Rapport | Warriors de Golden State 101, Lakers de Los Angeles 122 | Warriors de Golden State 101, Lakers de Los Angeles 122 | Warriors de Golden State 101, Lakers de Los Angeles 122 |  | Crypto.com Arena, Los Angeles, Californie Affluence : 18 997 Arbitres : John Goble, Courtney Kirkland, Mark Lindsay | ESPN |
| 12 mai 2023 22h00 EDT | Rapport | Score par quart-temps : 26-31, 20-25, 31-35, 24-31      |                                                         |                                                         |  | Crypto.com Arena, Los Angeles, Californie Affluence : 18 997 Arbitres : John Goble, Courtney Kirkland, Mark Lindsay | ESPN |
| 12 mai 2023 22h00 EDT | Rapport | Score par mi-temps : 46-56, 55-66                       |                                                         |                                                         |  | Crypto.com Arena, Los Angeles, Californie Affluence : 18 997 Arbitres : John Goble, Courtney Kirkland, Mark Lindsay | ESPN |
| 12 mai 2023 22h00 EDT | Rapport | Stephen Curry, 32 Kevon Looney, 18 Curry, Thompson, 5   | Points Rebonds Passes d.                                | LeBron James, 30 Anthony Davis, 20 LeBron James, 9      |  | Crypto.com Arena, Los Angeles, Californie Affluence : 18 997 Arbitres : John Goble, Courtney Kirkland, Mark Lindsay | ESPN |
| 12 mai 2023 22h00 EDT | Rapport | Los Angeles remporte la série 4 à 2.                    |                                                         |                                                         |  | Crypto.com Arena, Los Angeles, Californie Affluence : 18 997 Arbitres : John Goble, Courtney Kirkland, Mark Lindsay | ESPN |

Matchs de saison régulière
Los Angeles remporte la série 3 à 1.
| 18 octobre 2022 | Rapport | Lakers de Los Angeles 109, Warriors de Golden State 123 | Lakers de Los Angeles 109, Warriors de Golden State 123 | Lakers de Los Angeles 109, Warriors de Golden State 123 |  | Chase Center, San Francisco, Californie |

| 11 février 2023 | Rapport | Lakers de Los Angeles 109, Warriors de Golden State 103 | Lakers de Los Angeles 109, Warriors de Golden State 103 | Lakers de Los Angeles 109, Warriors de Golden State 103 |  | Chase Center, San Francisco, Californie |

| 23 février 2023 | Rapport | Warriors de Golden State 111, Lakers de Los Angeles 124 | Warriors de Golden State 111, Lakers de Los Angeles 124 | Warriors de Golden State 111, Lakers de Los Angeles 124 |  | Crypto.com Arena, Los Angeles, Californie |

| 5 mars 2023 | Rapport | Warriors de Golden State 105, Lakers de Los Angeles 113 | Warriors de Golden State 105, Lakers de Los Angeles 113 | Warriors de Golden State 105, Lakers de Los Angeles 113 |  | Crypto.com Arena, Los Angeles, Californie |

Dernière rencontre en playoffs
Demi-finale de conférence Ouest 1991 (Los Angeles gagne 4-1).

## Finales de conférence

### Conférence Est

#### (2)Celtics de Bostonvs.Heat de Miami(8)
| 17 mai 2023 20h30 EDT | Rapport | Heat de Miami 123, Celtics de Boston 116           | Heat de Miami 123, Celtics de Boston 116 | Heat de Miami 123, Celtics de Boston 116          |  | TD Garden, Boston, Massachusetts Affluence : 19 156 Arbitres : Marc Davis, Ed Malloy, Rodney Mott | TNT |
| 17 mai 2023 20h30 EDT | Rapport | Score par quart-temps : 28-30, 29-36, 46-25, 20-25 |                                          |                                                   |  | TD Garden, Boston, Massachusetts Affluence : 19 156 Arbitres : Marc Davis, Ed Malloy, Rodney Mott | TNT |
| 17 mai 2023 20h30 EDT | Rapport | Score par mi-temps : 57-66, 66-50                  |                                          |                                                   |  | TD Garden, Boston, Massachusetts Affluence : 19 156 Arbitres : Marc Davis, Ed Malloy, Rodney Mott | TNT |
| 17 mai 2023 20h30 EDT | Rapport | Jimmy Butler, 35 Bam Adebayo, 8 Jimmy Butler, 7    | Points Rebonds Passes d.                 | Jayson Tatum, 30 Jaylen Brown, 9 Marcus Smart, 11 |  | TD Garden, Boston, Massachusetts Affluence : 19 156 Arbitres : Marc Davis, Ed Malloy, Rodney Mott | TNT |

| 19 mai 2023 20h30 EDT | Rapport | Heat de Miami 111, Celtics de Boston 105           | Heat de Miami 111, Celtics de Boston 105 | Heat de Miami 111, Celtics de Boston 105          |  | TD Garden, Boston, Massachusetts Affluence : 19 156 Arbitres : Zach Zarba, James Williams, Tyler Ford | TNT |
| 19 mai 2023 20h30 EDT | Rapport | Score par quart-temps : 24-25, 30-25, 21-33, 36-22 |                                          |                                                   |  | TD Garden, Boston, Massachusetts Affluence : 19 156 Arbitres : Zach Zarba, James Williams, Tyler Ford | TNT |
| 19 mai 2023 20h30 EDT | Rapport | Score par mi-temps : 54-50, 57-55                  |                                          |                                                   |  | TD Garden, Boston, Massachusetts Affluence : 19 156 Arbitres : Zach Zarba, James Williams, Tyler Ford | TNT |
| 19 mai 2023 20h30 EDT | Rapport | Jimmy Butler, 27 Bam Adebayo, 17 Bam Adebayo, 9    | Points Rebonds Passes d.                 | Jayson Tatum, 34 Jayson Tatum, 13 Jayson Tatum, 8 |  | TD Garden, Boston, Massachusetts Affluence : 19 156 Arbitres : Zach Zarba, James Williams, Tyler Ford | TNT |

| 21 mai 2023 20h30 EDT | Rapport | Celtics de Boston 102, Heat de Miami 128           | Celtics de Boston 102, Heat de Miami 128 | Celtics de Boston 102, Heat de Miami 128         |  | Kaseya Center, Miami, Floride Affluence : 20 088 Arbitres : Tony Brothers, Kevin Scott, Curtis Blair | TNT |
| 21 mai 2023 20h30 EDT | Rapport | Score par quart-temps : 22-30, 24-31, 17-32, 39-35 |                                          |                                                  |  | Kaseya Center, Miami, Floride Affluence : 20 088 Arbitres : Tony Brothers, Kevin Scott, Curtis Blair | TNT |
| 21 mai 2023 20h30 EDT | Rapport | Score par mi-temps : 46-61, 56-67                  |                                          |                                                  |  | Kaseya Center, Miami, Floride Affluence : 20 088 Arbitres : Tony Brothers, Kevin Scott, Curtis Blair | TNT |
| 21 mai 2023 20h30 EDT | Rapport | Jayson Tatum, 14 Jayson Tatum, 10 Marcus Smart, 8  | Points Rebonds Passes d.                 | Gabe Vincent, 29 Jimmy Butler, 8 Jimmy Butler, 6 |  | Kaseya Center, Miami, Floride Affluence : 20 088 Arbitres : Tony Brothers, Kevin Scott, Curtis Blair | TNT |

| 23 mai 2023 20h30 EDT | Rapport | Celtics de Boston 116, Heat de Miami 99            | Celtics de Boston 116, Heat de Miami 99 | Celtics de Boston 116, Heat de Miami 99        |  | Kaseya Center, Miami, Floride Affluence : 20 147 Arbitres : Scott Foster, John Goble, Courtney Kirkland | TNT |
| 23 mai 2023 20h30 EDT | Rapport | Score par quart-temps : 23-29, 27-27, 38-23, 28-20 |                                         |                                                |  | Kaseya Center, Miami, Floride Affluence : 20 147 Arbitres : Scott Foster, John Goble, Courtney Kirkland | TNT |
| 23 mai 2023 20h30 EDT | Rapport | Score par mi-temps : 50-56, 66-43                  |                                         |                                                |  | Kaseya Center, Miami, Floride Affluence : 20 147 Arbitres : Scott Foster, John Goble, Courtney Kirkland | TNT |
| 23 mai 2023 20h30 EDT | Rapport | Jayson Tatum, 33 Jayson Tatum, 11 Jayson Tatum, 7  | Points Rebonds Passes d.                | Jimmy Butler, 29 Jimmy Butler, 9 Kyle Lowry, 6 |  | Kaseya Center, Miami, Floride Affluence : 20 147 Arbitres : Scott Foster, John Goble, Courtney Kirkland | TNT |

| 25 mai 2023 20h30 EDT | Rapport | Heat de Miami 97, Celtics de Boston 110               | Heat de Miami 97, Celtics de Boston 110 | Heat de Miami 97, Celtics de Boston 110           |  | TD Garden, Boston, Massachusetts Affluence : 19 156 Arbitres : Bill Kennedy, Marc Davis, David Guthrie | TNT |
| 25 mai 2023 20h30 EDT | Rapport | Score par quart-temps : 20-35, 24-26, 28-29, 25-20    |                                         |                                                   |  | TD Garden, Boston, Massachusetts Affluence : 19 156 Arbitres : Bill Kennedy, Marc Davis, David Guthrie | TNT |
| 25 mai 2023 20h30 EDT | Rapport | Score par mi-temps : 44-61, 53-49                     |                                         |                                                   |  | TD Garden, Boston, Massachusetts Affluence : 19 156 Arbitres : Bill Kennedy, Marc Davis, David Guthrie | TNT |
| 25 mai 2023 20h30 EDT | Rapport | Duncan Robinson, 18 Bam Adebayo, 8 Duncan Robinson, 9 | Points Rebonds Passes d.                | Derrick White, 24 Al Horford, 11 Jayson Tatum, 11 |  | TD Garden, Boston, Massachusetts Affluence : 19 156 Arbitres : Bill Kennedy, Marc Davis, David Guthrie | TNT |

| 27 mai 2023 20h30 EDT | Rapport | Celtics de Boston 104, Heat de Miami 103           | Celtics de Boston 104, Heat de Miami 103 | Celtics de Boston 104, Heat de Miami 103          |  | Kaseya Center, Miami, Floride Affluence : 20 201 Arbitres : Zach Zarba, Josh Tiven, James Williams | TNT |
| 27 mai 2023 20h30 EDT | Rapport | Score par quart-temps : 34-29, 23-24, 22-19, 25-31 |                                          |                                                   |  | Kaseya Center, Miami, Floride Affluence : 20 201 Arbitres : Zach Zarba, Josh Tiven, James Williams | TNT |
| 27 mai 2023 20h30 EDT | Rapport | Score par mi-temps : 57-53, 47-50                  |                                          |                                                   |  | Kaseya Center, Miami, Floride Affluence : 20 201 Arbitres : Zach Zarba, Josh Tiven, James Williams | TNT |
| 27 mai 2023 20h30 EDT | Rapport | Jayson Tatum, 31 Jayson Tatum, 12 Derrick White, 6 | Points Rebonds Passes d.                 | Jimmy Butler, 24 Caleb Martin, 15 Jimmy Butler, 8 |  | Kaseya Center, Miami, Floride Affluence : 20 201 Arbitres : Zach Zarba, Josh Tiven, James Williams | TNT |

| 29 mai 2023 20h30 EDT | Rapport | Heat de Miami 103, Celtics de Boston 84             | Heat de Miami 103, Celtics de Boston 84 | Heat de Miami 103, Celtics de Boston 84           |  | TD Garden, Boston, Massachusetts Affluence : 19 156 Arbitres : Scott Foster, Tony Brothers, John Goble | TNT |
| 29 mai 2023 20h30 EDT | Rapport | Score par quart-temps : 22-15, 30-26, 24-25, 27-18  |                                         |                                                   |  | TD Garden, Boston, Massachusetts Affluence : 19 156 Arbitres : Scott Foster, Tony Brothers, John Goble | TNT |
| 29 mai 2023 20h30 EDT | Rapport | Score par mi-temps : 52-41, 51-43                   |                                         |                                                   |  | TD Garden, Boston, Massachusetts Affluence : 19 156 Arbitres : Scott Foster, Tony Brothers, John Goble | TNT |
| 29 mai 2023 20h30 EDT | Rapport | Jimmy Butler, 28 Martin, Adebayo, 10 Bam Adebayo, 7 | Points Rebonds Passes d.                | Jaylen Brown, 19 Jayson Tatum, 11 Jaylen Brown, 5 |  | TD Garden, Boston, Massachusetts Affluence : 19 156 Arbitres : Scott Foster, Tony Brothers, John Goble | TNT |
| 29 mai 2023 20h30 EDT | Rapport | Miami remporte la série 4 à 3.                      |                                         |                                                   |  | TD Garden, Boston, Massachusetts Affluence : 19 156 Arbitres : Scott Foster, Tony Brothers, John Goble | TNT |

Matchs de saison régulière
Égalité dans la série 2 à 2.
| 21 octobre 2022 | Rapport | Celtics de Boston 111, Heat de Miami 104 | Celtics de Boston 111, Heat de Miami 104 | Celtics de Boston 111, Heat de Miami 104 |  | Kaseya Center, Miami, Floride |

| 30 novembre 2022 | Rapport | Heat de Miami 121, Celtics de Boston 134 | Heat de Miami 121, Celtics de Boston 134 | Heat de Miami 121, Celtics de Boston 134 |  | TD Garden, Boston, Massachusetts |

| 2 décembre 2022 | Rapport | Heat de Miami 120, Celtics de Boston 116 | Heat de Miami 120, Celtics de Boston 116 | Heat de Miami 120, Celtics de Boston 116 |  | TD Garden, Boston, Massachusetts |

| 24 janvier 2023 | Rapport | Celtics de Boston 95, Heat de Miami 98 | Celtics de Boston 95, Heat de Miami 98 | Celtics de Boston 95, Heat de Miami 98 |  | Kaseya Center, Miami, Floride |

Dernière rencontre en playoffs
Finale de conférence Est 2022 (Boston gagne 4-3).

### Conférence Ouest

#### (1)Nuggets de Denvervs.Lakers de Los Angeles(7)
| 16 mai 2023 20h30 EDT | Rapport | Lakers de Los Angeles 126, Nuggets de Denver 132   | Lakers de Los Angeles 126, Nuggets de Denver 132 | Lakers de Los Angeles 126, Nuggets de Denver 132   |  | Ball Arena, Denver, Colorado Affluence : 19 633 Arbitres : Zach Zarba, Eric Lewis, Ben Taylor | ESPN |
| 16 mai 2023 20h30 EDT | Rapport | Score par quart-temps : 25-37, 29-35, 38-34, 34-26 |                                                  |                                                    |  | Ball Arena, Denver, Colorado Affluence : 19 633 Arbitres : Zach Zarba, Eric Lewis, Ben Taylor | ESPN |
| 16 mai 2023 20h30 EDT | Rapport | Score par mi-temps : 54-72, 72-60                  |                                                  |                                                    |  | Ball Arena, Denver, Colorado Affluence : 19 633 Arbitres : Zach Zarba, Eric Lewis, Ben Taylor | ESPN |
| 16 mai 2023 20h30 EDT | Rapport | Anthony Davis, 40 LeBron James, 12 LeBron James, 9 | Points Rebonds Passes d.                         | Nikola Jokić, 34 Nikola Jokić, 21 Nikola Jokić, 14 |  | Ball Arena, Denver, Colorado Affluence : 19 633 Arbitres : Zach Zarba, Eric Lewis, Ben Taylor | ESPN |

| 18 mai 2023 20h30 EDT | Rapport | Lakers de Los Angeles 103, Nuggets de Denver 108     | Lakers de Los Angeles 103, Nuggets de Denver 108 | Lakers de Los Angeles 103, Nuggets de Denver 108   |  | Ball Arena, Denver, Colorado Affluence : 19 742 Arbitres : Tony Brothers, David Guthrie, Brian Forte | ESPN |
| 18 mai 2023 20h30 EDT | Rapport | Score par quart-temps : 27-27, 26-21, 26-28, 24-32   |                                                  |                                                    |  | Ball Arena, Denver, Colorado Affluence : 19 742 Arbitres : Tony Brothers, David Guthrie, Brian Forte | ESPN |
| 18 mai 2023 20h30 EDT | Rapport | Score par mi-temps : 53-48, 50-60                    |                                                  |                                                    |  | Ball Arena, Denver, Colorado Affluence : 19 742 Arbitres : Tony Brothers, David Guthrie, Brian Forte | ESPN |
| 18 mai 2023 20h30 EDT | Rapport | James, Reaves, 22 Anthony Davis, 14 LeBron James, 10 | Points Rebonds Passes d.                         | Jamal Murray, 37 Nikola Jokić, 17 Nikola Jokić, 12 |  | Ball Arena, Denver, Colorado Affluence : 19 742 Arbitres : Tony Brothers, David Guthrie, Brian Forte | ESPN |

| 20 mai 2023 20h30 EDT | Rapport | Nuggets de Denver 119, Lakers de Los Angeles 108        | Nuggets de Denver 119, Lakers de Los Angeles 108 | Nuggets de Denver 119, Lakers de Los Angeles 108     |  | Crypto.com Arena, Los Angeles, Californie Affluence : 18 997 Arbitres : Scott Foster, Bill Kennedy, Mark Lindsay | ABC |
| 20 mai 2023 20h30 EDT | Rapport | Score par quart-temps : 32-20, 26-35, 26-27, 35-26      |                                                  |                                                      |  | Crypto.com Arena, Los Angeles, Californie Affluence : 18 997 Arbitres : Scott Foster, Bill Kennedy, Mark Lindsay | ABC |
| 20 mai 2023 20h30 EDT | Rapport | Score par mi-temps : 58-55, 61-53                       |                                                  |                                                      |  | Crypto.com Arena, Los Angeles, Californie Affluence : 18 997 Arbitres : Scott Foster, Bill Kennedy, Mark Lindsay | ABC |
| 20 mai 2023 20h30 EDT | Rapport | Jamal Murray, 37 Michael Porter Jr., 10 Nikola Jokić, 8 | Points Rebonds Passes d.                         | Anthony Davis, 28 Anthony Davis, 18 LeBron James, 12 |  | Crypto.com Arena, Los Angeles, Californie Affluence : 18 997 Arbitres : Scott Foster, Bill Kennedy, Mark Lindsay | ABC |

| 22 mai 2023 20h30 EDT | Rapport | Nuggets de Denver 113, Lakers de Los Angeles 111   | Nuggets de Denver 113, Lakers de Los Angeles 111 | Nuggets de Denver 113, Lakers de Los Angeles 111   |  | Crypto.com Arena, Los Angeles, Californie Affluence : 18 997 Arbitres : Marc Davis, Josh Tiven, Tre Maddox | ESPN |
| 22 mai 2023 20h30 EDT | Rapport | Score par quart-temps : 28-34, 30-39, 36-16, 19-22 |                                                  |                                                    |  | Crypto.com Arena, Los Angeles, Californie Affluence : 18 997 Arbitres : Marc Davis, Josh Tiven, Tre Maddox | ESPN |
| 22 mai 2023 20h30 EDT | Rapport | Score par mi-temps : 58-73, 65-38                  |                                                  |                                                    |  | Crypto.com Arena, Los Angeles, Californie Affluence : 18 997 Arbitres : Marc Davis, Josh Tiven, Tre Maddox | ESPN |
| 22 mai 2023 20h30 EDT | Rapport | Nikola Jokić, 30 Nikola Jokić, 14 Nikola Jokić, 13 | Points Rebonds Passes d.                         | LeBron James, 40 Anthony Davis, 14 LeBron James, 9 |  | Crypto.com Arena, Los Angeles, Californie Affluence : 18 997 Arbitres : Marc Davis, Josh Tiven, Tre Maddox | ESPN |
| 22 mai 2023 20h30 EDT | Rapport | Denver remporte la série 4 à 0.                    |                                                  |                                                    |  | Crypto.com Arena, Los Angeles, Californie Affluence : 18 997 Arbitres : Marc Davis, Josh Tiven, Tre Maddox | ESPN |

Matchs de saison régulière
Égalité dans la série 2 à 2.
| 26 octobre 2022 | Rapport | Lakers de Los Angeles 99, Nuggets de Denver 110 | Lakers de Los Angeles 99, Nuggets de Denver 110 | Lakers de Los Angeles 99, Nuggets de Denver 110 |  | Ball Arena, Denver, Colorado |

| 30 octobre 2022 | Rapport | Nuggets de Denver 110, Lakers de Los Angeles 121 | Nuggets de Denver 110, Lakers de Los Angeles 121 | Nuggets de Denver 110, Lakers de Los Angeles 121 |  | Crypto.com Arena, Los Angeles, Californie |

| 16 décembre 2022 | Rapport | Nuggets de Denver 108, Lakers de Los Angeles 126 | Nuggets de Denver 108, Lakers de Los Angeles 126 | Nuggets de Denver 108, Lakers de Los Angeles 126 |  | Crypto.com Arena, Los Angeles, Californie |

| 9 janvier 2023 | Rapport | Lakers de Los Angeles 109, Nuggets de Denver 122 | Lakers de Los Angeles 109, Nuggets de Denver 122 | Lakers de Los Angeles 109, Nuggets de Denver 122 |  | Ball Arena, Denver, Colorado |

Dernière rencontre en playoffs
Finale de conférence Ouest 2020 (Los Angeles gagne 4-1).

## Finales NBA: (E8)Heat de Miamivs (W1)Nuggets de Denver
| 1er juin 2023 20h30 EDT | Rapport | Heat de Miami 93, Nuggets de Denver 104            | Heat de Miami 93, Nuggets de Denver 104 | Heat de Miami 93, Nuggets de Denver 104                  |  | Ball Arena, Denver, Colorado Affluence : 19 528 Arbitres : Marc Davis, Ed Malloy, David Guthrie | ABC |
| 1er juin 2023 20h30 EDT | Rapport | Score par quart-temps : 20-29, 22-30, 21-25, 30-20 |                                         |                                                          |  | Ball Arena, Denver, Colorado Affluence : 19 528 Arbitres : Marc Davis, Ed Malloy, David Guthrie | ABC |
| 1er juin 2023 20h30 EDT | Rapport | Score par mi-temps : 42-59, 51-45                  |                                         |                                                          |  | Ball Arena, Denver, Colorado Affluence : 19 528 Arbitres : Marc Davis, Ed Malloy, David Guthrie | ABC |
| 1er juin 2023 20h30 EDT | Rapport | Bam Adebayo, 26 Bam Adebayo, 13 Jimmy Butler, 7    | Points Rebonds Passes d.                | Nikola Jokić, 27 Michael Porter Jr., 13 Nikola Jokić, 14 |  | Ball Arena, Denver, Colorado Affluence : 19 528 Arbitres : Marc Davis, Ed Malloy, David Guthrie | ABC |

| 4 juin 2023 20h00 EDT | Rapport | Heat de Miami 111, Nuggets de Denver 108           | Heat de Miami 111, Nuggets de Denver 108 | Heat de Miami 111, Nuggets de Denver 108           |  | Ball Arena, Denver, Colorado Affluence : 19 537 Arbitres : Zach Zarba, John Goble, Courtney Kirkland | ABC |
| 4 juin 2023 20h00 EDT | Rapport | Score par quart-temps : 26-23, 25-34, 24-26, 36-25 |                                          |                                                    |  | Ball Arena, Denver, Colorado Affluence : 19 537 Arbitres : Zach Zarba, John Goble, Courtney Kirkland | ABC |
| 4 juin 2023 20h00 EDT | Rapport | Score par mi-temps : 51-57, 60-51                  |                                          |                                                    |  | Ball Arena, Denver, Colorado Affluence : 19 537 Arbitres : Zach Zarba, John Goble, Courtney Kirkland | ABC |
| 4 juin 2023 20h00 EDT | Rapport | Gabe Vincent, 23 Kevin Love, 10 Jimmy Butler, 9    | Points Rebonds Passes d.                 | Nikola Jokić, 41 Nikola Jokić, 11 Jamal Murray, 10 |  | Ball Arena, Denver, Colorado Affluence : 19 537 Arbitres : Zach Zarba, John Goble, Courtney Kirkland | ABC |

| 7 juin 2023 20h30 EDT | Rapport | Nuggets de Denver 109, Heat de Miami 94             | Nuggets de Denver 109, Heat de Miami 94 | Nuggets de Denver 109, Heat de Miami 94          |  | Kaseya Center, Miami, Floride Affluence : 20 019 Arbitres : Tony Brothers, Josh Tiven, Kevin Scott | ABC |
| 7 juin 2023 20h30 EDT | Rapport | Score par quart-temps : 24-24, 29-24, 29-20, 27-26  |                                         |                                                  |  | Kaseya Center, Miami, Floride Affluence : 20 019 Arbitres : Tony Brothers, Josh Tiven, Kevin Scott | ABC |
| 7 juin 2023 20h30 EDT | Rapport | Score par mi-temps : 53-48, 56-46                   |                                         |                                                  |  | Kaseya Center, Miami, Floride Affluence : 20 019 Arbitres : Tony Brothers, Josh Tiven, Kevin Scott | ABC |
| 7 juin 2023 20h30 EDT | Rapport | Jamal Murray, 34 Nikola Jokić, 21 Jokić, Murray, 10 | Points Rebonds Passes d.                | Jimmy Butler, 28 Bam Adebayo, 17 Lowry, Strus, 5 |  | Kaseya Center, Miami, Floride Affluence : 20 019 Arbitres : Tony Brothers, Josh Tiven, Kevin Scott | ABC |

| 9 juin 2023 20h30 EDT | Rapport | Nuggets de Denver 108, Heat de Miami 95            | Nuggets de Denver 108, Heat de Miami 95 | Nuggets de Denver 108, Heat de Miami 95           |  | Kaseya Center, Miami, Floride Affluence : 20 184 Arbitres : Scott Foster, James Williams, Bill Kennedy | ABC |
| 9 juin 2023 20h30 EDT | Rapport | Score par quart-temps : 20-21, 35-30, 31-22, 22-22 |                                         |                                                   |  | Kaseya Center, Miami, Floride Affluence : 20 184 Arbitres : Scott Foster, James Williams, Bill Kennedy | ABC |
| 9 juin 2023 20h30 EDT | Rapport | Score par mi-temps : 55-51, 53-44                  |                                         |                                                   |  | Kaseya Center, Miami, Floride Affluence : 20 184 Arbitres : Scott Foster, James Williams, Bill Kennedy | ABC |
| 9 juin 2023 20h30 EDT | Rapport | Aaron Gordon, 27 Nikola Jokić, 12 Jamal Murray, 12 | Points Rebonds Passes d.                | Jimmy Butler, 25 Bam Adebayo, 11 Butler, Lowry, 7 |  | Kaseya Center, Miami, Floride Affluence : 20 184 Arbitres : Scott Foster, James Williams, Bill Kennedy | ABC |

| 12 juin 2023 20h30 EDT | Rapport | Heat de Miami 89, Nuggets de Denver 94             | Heat de Miami 89, Nuggets de Denver 94 | Heat de Miami 89, Nuggets de Denver 94            |  | Ball Arena, Denver, Colorado Affluence : 19 537 Arbitres : Marc Davis, David Guthrie, Josh Tiven | ABC |
| 12 juin 2023 20h30 EDT | Rapport | Score par quart-temps : 24-22, 27-22, 20-26, 18-24 |                                        |                                                   |  | Ball Arena, Denver, Colorado Affluence : 19 537 Arbitres : Marc Davis, David Guthrie, Josh Tiven | ABC |
| 12 juin 2023 20h30 EDT | Rapport | Score par mi-temps : 51-44, 38-50                  |                                        |                                                   |  | Ball Arena, Denver, Colorado Affluence : 19 537 Arbitres : Marc Davis, David Guthrie, Josh Tiven | ABC |
| 12 juin 2023 20h30 EDT | Rapport | Jimmy Butler, 21 Bam Adebayo, 12 Jimmy Butler, 5   | Points Rebonds Passes d.               | Nikola Jokić, 28 Nikola Jokić, 16 Jamal Murray, 8 |  | Ball Arena, Denver, Colorado Affluence : 19 537 Arbitres : Marc Davis, David Guthrie, Josh Tiven | ABC |
| 12 juin 2023 20h30 EDT | Rapport | Denver remporte la série 4 à 1.                    |                                        |                                                   |  | Ball Arena, Denver, Colorado Affluence : 19 537 Arbitres : Marc Davis, David Guthrie, Josh Tiven | ABC |

## Récompenses
- MVP des Finales NBA :  Nikola Jokić (Nuggets de Denver)
- MVP de la finale de conférence Est :  Jimmy Butler (Heat de Miami)[34]

- MVP de la finale de conférence Ouest :  Nikola Jokić (Nuggets de Denver)[35]

## Performances notables
| Catégorie        | Sur une partie             | Sur une partie                           | Sur une partie | Moyenne       | Moyenne            | Moyenne | Moyenne      |
| Catégorie        | Joueur                     | Équipe                                   | Record         | Joueur        | Équipe             | Moyenne | matchs joués |
| ---------------- | -------------------------- | ---------------------------------------- | -------------- | ------------- | ------------------ | ------- | ------------ |
| Points           | Jimmy Butler               | Miami Heat                               | 56             | Devin Booker  | Phoenix Suns       | 33.7    | 11           |
| Rebonds          | Kevon Looney Anthony Davis | Golden State Warriors Los Angeles Lakers | 23             | Anthony Davis | Los Angeles Lakers | 14.1    | 16           |
| Passes décisives | Nikola Jokić               | Denver Nuggets                           | 17             | Trae Young    | Atlanta Hawks      | 10.2    | 6            |
| Interceptions    | Jimmy Butler               | Miami Heat                               | 6              | De'Aaron Fox  | Sacramento Kings   | 2.1     | 7            |
| Contres          | Anthony Davis              | Los Angeles Lakers                       | 7              | Anthony Davis | Los Angeles Lakers | 3.1     | 16           |

Nikola Jokić enregistre plusieurs records: il est le premier joueur de l'histoire de la NBA à mener les statistiques dans trois catégories lors des playoffs: 600 points marqués, 269 rebonds et 190 passes décisives, avec un pourcentage de réussite moyen au tir de 55 % et un pourcentage a trois points de 46 %
Il bat le record du plus grand nombre de triple double pendant les playoffs, un record détenu par Wilt Chamberlain depuis 1967 (56 ans). Il signe le premier triple double 30pts-20rbs-10pd de l'histoire de la NBA en finale. À 10 passes près, il enregistrait le premier triple double de moyenne avec 30 points par match sur les playoffs (30 points, 13,5rebonds et 9,5 passes décisives par match)
| Joueur           | Saison    | Équipe                | matchs joués | triples doubles |
| ---------------- | --------- | --------------------- | ------------ | --------------- |
| Nikola Jokić     | 2022-2023 | Denver Nuggets        | 20           | 10              |
| Wilt Chamberlain | 1966-1967 | Philadelphia 76ers    | 15           | 7               |
| Draymond Green   | 2018-2019 | Golden State Warriors | 22           | 6               |
| Magic Johnson    | 1981-1982 | Los Angeles Lakers    | 14           | 6               |
| LeBron James     | 2019-2020 | Los Angeles Lakers    | 21           | 5               |